# Habsburg–török háború (1663–64)
Az 1663–64-es Habsburg–török háború vagy hetedik Habsburg–török háború a magyarországi török harcok egyik nagy epizódja. A háború a Habsburg Birodalom, a Magyar Királyság és Horvátország harca volt a Török Birodalom ellen, melybe fegyveresen beavatkozott a Német-római Birodalom, az északnémet fejedelmek által létrehozott Rajnai Szövetség, Franciaország, Lengyelország, valamint egyéb nemzetközi segédhadak. A szultán oldalán részt vett, igaz nem jelentős erőkkel, az Erdélyi Fejedelemség is. Csapataikkal támogatták a szultánt a hűbéres román fejedelmek és a tatárok.
A háború a törökök Erdély ellen folytatott 1657 és 1662 közötti hadjáratai után következett be, mivel a Habsburgok beavatkoztak a konfliktusba. Bécs mindenáron kerülni akarta a háborút, de mivel 1662-ben nem kötötte meg a békét a portával, így Isztambul rá egy évre hadat üzent neki. A nagyvezír Köprülü Ahmed a császárváros meghódítását helyezte kilátásba, de új módszerekkel próbálkozott, ahelyett, hogy közvetlenül a város ostromába fogott volna.
Az első évben a keresztények még alulmaradtak a támadó oszmánokkal szemben és elvesztették a fontos Érsekújvárt. Magyarország több területén zavargások törtek ki, mert a hadsereg fenntartását nem voltak képesek megoldani és porcióval, vagy fosztogatással próbáltak ezen segíteni.
Zrínyi Miklós horvát bán látványos sikereket ért el az 1664. évi hadjáratokban. Ilyen nagy haditette volt a törökök utánpótlását biztosító eszéki híd felégetése; emellett még számos dél-dunántúli várat visszavett a törököktől. A hadi sikerek gyors kiaknázását a hadjárat folytatásának elrendelését halogató Udvari Haditanács nem tette lehetővé. A késlekedés oka nem kizárólag a tétovaság volt és nem is a politikai intrikák, hanem a utánpótlás nehézségei. Ebben a tétlen időszakban Zrínyi sikertelenül próbálta visszafoglalni Kanizsát.
Már az egész háború sikere forgott kockán, és Zrínyiújvár június 30-i eleste miatt Zrínyi felháborodottan távozott a frontról. A bán a vereséget Raimondo Montecuccolinak, az osztrák hadsereg főparancsnokának tulajdonította.
Az erejét alaposan túlértékelő török sereg a Rába folyó irányában vonult Vas vármegyébe, hogy a folyót átlépve megostromolja és elfoglalja a császárvárost, amint ezt nagyvezírnek a szultán parancsolta. A háború elején Köprülü még azt tervezte, hogy meghódítja a Királyi Magyarországot, Morvaországot és Sziléziát, hogy ezzel biztosítsa Bécs ostromához a serege szárnyait – egyúttal fontos gazdasági bázisaiktól is megfosztotta volna a Habsburgokat. Ekkor Bécs viszonylag védtelen volt, és ha a törököknek sikerült volna megsemmisíteniük Montecuccoli seregét, a további erők már aligha lettek volna képesek meggátolni az előrenyomulásukat, Bécs körülzárását.
A Szentgotthárdnál álló, többnemzetiségű keresztény erők 1596 óta először nyílt összecsapásba bocsátkoztak a török fősereggel. A csatában a törökök megszokott, de már elavult taktikájukkal próbáltak átkelni a Rábán, de a szervezettebb nyugati hadak hiányos ellátásuk dacára megverték és visszaszorították őket. A diadal híre bejárta Európát, és nagy reménységgel töltötte el a török uralom alatt álló népeket is – a franciákra féltékeny Habsburgok azonban békét kötöttek Vasváron. Ezzel az osztrákok nemcsak a status quót állították vissza, hanem meghagyták II. Mehmed szultánnak azokat az 1660–64 között szerzett területeket, amelyek visszaszerzésére a magyar rendek annyira törekedtek (köztük Váradot is). Mindez teljesen kiábrándította Zrínyit az udvarba vetett hitéből, és Habsburg-ellenes szervezkedésbe kezdett.

## Előzmények
A hatalmas Oszmán Birodalom a 17. század során lassú hanyatlásnak indult. A meghódított óriási területeket már egyre nehezebben tudták kézben tartani a Nagy Szulejmánt követő uralkodók, amiket még a törökök rablógazdálkodása és erős adóztatása is tönkretett. Ezzel kapcsolatban különösen a tímár birtokokon zajló nagy kizsákmányolás kiemelhető. A népesség csökkenésével kevesebb volt az adó, belső villongások (például a janicsárok lázadásai) apasztották a birodalom erejét. Jó néhány vereség – mint amilyen a lepantói is volt – arra késztette a törököket, hogy alaposan felülvizsgálják a saját katonai potenciáljukkal kapcsolatos nézeteiket.
A birodalom peremterületén levő hódításaikat, mint Magyarországot, nem tudták annyira szilárdan az uralmuk alatt tartani, mint a balkáni területeket.
Az oszmán hadsereg – mely addig a legeredményesebben harcoló haderőnek számított – volt a birodalom hanyatlásának egyik oka. Az óriási, alaktalan tömeghadsereghez odacsapódtak a képzetlen, gyenge felszereltségű segédhadak tömegei, melyek csökkentették az ütőerejét. A vadság és az elszántság még nem volt elég a nem reguláris katonáknál (mint az aszaboknál) a csaták megnyeréséhez. A segédcsapatoknak nem volt szervezett parancsnokságuk, ezért a szervezetlenségük és a fejetlenségük még a reguláris csapatokban is megbontotta a rendet és a fegyelmet.
A reguláris csapatoknak – például a vasfegyelmű janicsároknak – a fegyverellátása sem volt megfelelő. Ők muskétákkal és kardokkal voltak felfegyverezve. Igaz, hogy kézitusás közelharcokban remekül megállták a helyüket (ez a nem reguláris egységekre is jellemző volt), de csak akkor, ha ki tudták ezt kényszeríteni. A lőfegyver és a kardok akkoriban a hadászatban egészen másképp funkcionáltak. A döntő erő a hosszú szálfegyverekben rejlett. Míg a lőfegyver a támadás erejének csökkentését ugyan segítette, azonban annak elhárítását nem tudta megoldani alacsony tűzereje és az időigényes újratöltés miatt. A kard inkább védekező fegyverré degradálódott. A török lovasság rohama adta a döntő támadóerőt, a gyalogság pedig a tűzerejével támogatta őket, azonban az eredményesség előfeltétele az volt, hogy a lovasok számára megfelelő terepen vívják meg a csatát. Az európai hadseregek ezzel szemben jobban voltak csoportosítva. Gyalogosaik meg tudták fékezni a rohamokat és a lovasság számára kedvezőtlen terepen is jobban manővereztek, mint a janicsárok, akik fő rohamozó eszközökkel, a hosszú szálfegyverekkel nem rendelkeztek. Az ellenséges támadásokat különböző alakzatok alkalmazásával tudták megállítani (a lovasrohamok ellen négyszög alakzatba rendeződtek), de ehhez is megfelelő terepadottságok kellettek.

Amíg a nyugati tűzfegyverek folyamatosan fejlődtek, addig a török fegyveripar továbbra is a régi típusú, csekély tűzerővel bíró fegyvereket gyártotta. Ezt a hiányosságot a rablóháborúkban zsákmányolt fegyverek sem oldották meg.

### A háború kérdése

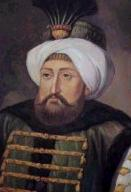
IV. Mehmed oszmán szultán

A Habsburg Birodalom, a zsitvatoroki béke óta (1606) igyekezett elkerülni a törökökkel való háborút. Ez a szultánnak sem állt érdekében, a birodalmában jelentkező, egyre fokozódó belső gyengeség miatt.

#### A kérdés a Habsburg Birodalmon és Magyarországon belül
A 17. század második felétől mind Magyarországon, mind Erdélyben és Horvátországban sürgették a törökök mielőbbi kiűzését. A fennálló béke alatt rendszeresek voltak a végeken a portyák, melyek tovább pusztították az országot. A törökök ráadásul a hódoltságon kívül eső, még magyar kézben levő területeket is uralmuk alá akarták vonni. Ez volt az ún. „hódoltatás”. Habár az 1606-os zsitvatoroki béke ezt szigorúan megtiltotta, a törökök ezt figyelmen kívül hagyták. A törökök a portyák során rendszeresen átlépték a határt, s támadásaikkal megfélemlítették a falvak, valamint a városok lakóit is és adófizetésre kényszerítették őket. Ha lehetőségükben állt, területileg is a hódoltsághoz csatolták ezeket a vidékeket. A többszörös adók nagyon megterhelték a népet.
Magyarországon Zrínyi Miklós horvátországi bán és költő, valamint sokan mások azt várták, hogy elérkezzen a törökök elleni nagy felszabadító háború. Zrínyi művei is többek között erre buzdítanak. Ezek a művek, a dédapjának Zrínyi Miklósnak emléket állító Szigeti veszedelem, Az török áfium ellen való orvosság, vagy Mátyás király életéről írott elmélkedés voltak. Sokat vártak a Habsburg uralkodótól, aki reményeik szerint megvalósíthatja mindezt. A másik részről ott volt az erős Erdélyi Fejedelemség, ami az egyensúlyt tartotta, nehogy az osztrákok túlságosan is visszaéljenek hatalmukkal. Pázmány Péter katolikus érsek, aki a Habsburg király híve volt, de állandó levelezésben állt a református erdélyi fejedelmekkel, mint Bethlen Gáborral is. Óva intette és vigyázta a fejedelem lépéseit, mert ha nincs ez az egyensúly, akkor „gallérunk alá pökik a német.”
A magyar társadalom is óhajtotta a háborút, mert a török hódoltatás, a katolikus–protestáns ellentétek és az ezzel járó vallásüldözések miatt erkölcsileg leromlott volt az ország. A háborútól azt várták, hogy ettől a romlottságtól majd megtisztítja Magyarországot.
De nemcsak Magyarországról várták epekedve a török kiűzését, hanem a török által uralt balkáni népeknél is. 1648-tól Zrínyi már aktívan kezdte szervezni a török elleni harcot és 1652-ben eredménytelen csatát vívtak Vezekénynél. Zrínyi előtt ekkor világossá vált, hogy a régi vitézi portyák alkalmatlanok a kor hadakozásaira, ezért átfogó politikai programot, korszerűbb államépítést, új kormányzási módszert, s összehangoltabb cselekvést javasolt. Pálffy Pál nádorsága alatt a nemességet adófizetésre kötelezték bizonyos korlátok között, átfogó végvári reformot dolgoztak ki és együttműködést kezdtek Erdéllyel, ahol az új fejedelem II. Rákóczi György a török kiűzését szintén célul tűzte ki. Zrínyi is benne látta azt az embert, aki nemzeti királyságban egyesítheti majd a széthullott országot.

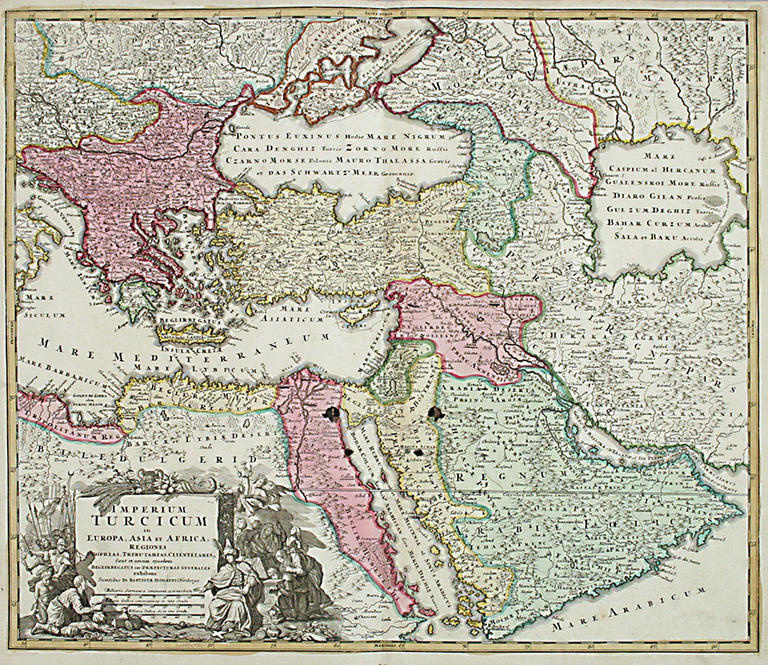
Johann Baptista Homann térképe az Oszmán Birodalomról

Zrínyi állandó magyar hadsereg felállítását szorgalmazta, mely gyalogságból és lovasságból áll. Szerette volna megszerezni a nádori tisztséget, hogy célját így egyszerűbben érhesse el, ám a Habsburg udvarnak nem tetszett a magyarok országegyesítési terve, ezért nem járult ehhez hozzá. Emellett a török kérdés kevéssé foglalkoztatta a Habsburgokat, ők inkább nyugati ügyeikkel voltak elfoglalva. Legfőbb ellenségüknek Franciaországot tartották, amely német és itáliai területek bekebelezésére törekedet. Ezeken a területeken a Habsburgoknak szintén voltak birtokai. 1648-tól, azóta, hogy megkötötték a vesztfáliai békét egyértelművé vált, hogy a császári hatalom Németország felett formálisan érvényesül, amit vagy 360 apróbb nagyobb fejedelemség, hercegség, püspökség, érsekség, vagy városállam szabdal fel, ami miatt ott a Habsburgok nem érvényesíthették központosítási törekvéseiket. Európa szerte szórtan elhelyezkedő birtokaik különféle hatalmak ütköző pontjában feküdtek, akiktől várható volt, hogy meg akarják azokat kaparintani. Ezek megtartása mellett görcsösen és minden bizonnyal értelmetlenül ragaszkodott Ausztria, mivel közvetlen területébe tartozó tartományok és Magyar Királyság is sokkalta fontosabbnak bizonyultak, mindenekelőtt a központi országrészek ellátása és más stratégiai szempontokból. Ezekhez jóval közelebb feküdt a Habsburgok másik ellensége az Oszmán Birodalom, közvetlen fenyegetést jelentve a székhely, Bécs számára, tehát Magyarország egy ütköző terület volt, amely a székhelyet védte. Az örökös tartományok és Magyarország jelentőségét viszont csak a 18. század közepén ismerik fel a Habsburg uralkodók.
1663-ban már kialakult egy nagy török elleni háború ideológiája, amelynek gyökere egy 16. századi értekezés volt. Ez az Exclamatio sive de remilitari contra Turcam instituenda consilium Augier Ghislain de Busbecq (Busbequius) alkotása, melyet ebben az évben kiadtak. Ez a támadó háborút szorgalmazza az Oszmán Birodalom ellen. Henri de Turenne francia marsall Oratio c. alkotásában, továbbá a regensburgi francia követ, Robert de Gravel is alkalmazta.
Zrínyi Az török áfium ellen való orvosság-ban is szorosan követte Busbecq elképzeléseit, de helyenként tömörítette és gyakorta hozott fel melléje még példákat a magyar történelemből és a jelenkorból, hogy ezzel kiegészítse. Turenne, Gravel és Zrínyi elképzelései mögött nemcsak keresztényi ideológia áll, mint ahogy az megszokott volt a pogány török elleni harcokban, hanem sokkal jobban előtérbe helyezik a formálódó új Európa érdekeit, a gazdasági fejlődést. Zrínyi ezek mellett még a hazaszeretetet is kihangsúlyozza, amelynek mellőznie kell mind a vallási, mind a privát ellentéteket. Épp ezért alapelve a belső viszonyok rendbe tétele, mert csak így kaphatnak külső segítséget.
Első szempont: a haderőreform. Az idestova már háromszáz éve teljesen elavult nemesi szemléletű hadszervezet alkalmatlan. A nemesség ugyanakkor gyakorta kiváltságaira hivatkozva elzárkózik a harc elől, ezért a sereget közemberekre kell építeni. Rendbe kell tenni a végvár rendszert. A nemeseknek le kell mondaniuk a konok magatartásukról, amivel értelmetlenül ragaszkodnak privilégiumaikhoz.
Zrínyi elveti a zsoldosság intézményét, melyet hivatásos haderővel kell felváltani, amely rendszeres fizetést és jó ellátást kap, így is alkalmassá tehető a harcra. Leszögezi, hogy ezt a haderőt közösen kell megvalósítani, s ez a rendezést a békeidőben is megköveteli.
A török elleni háború kettős célt szolgál: a török kiűzését és az országok belső reformálását. Magát a Habsburg Birodalmat is társadalmilag gyengének ítéli, mely ugyanolyan beteg, mint az Oszmán Birodalom. Ha nincs újítás, akkor menthetetlenül széthullik.

#### A kérdés az Oszmán Birodalmon belül
Az Oszmán Birodalom, „Európa beteg embere” a 17. századtól megindult a lassú hanyatlás útján. Az ezt mutató jelenségek már I. Szulejmán halála után felléptek. Az óriási kiterjedésű birodalmat nem lehetett a megszokott módon kormányozni. A török gazdaság nagymértékben alapozódott a hódításokra, amelyek gazdag zsákmányt és még több szétosztható földet jelentettek. A ziamet és tímár birtokok voltak az egyik elitcsapat a szpáhik zsoldjai. A 16. század második felétől már egyre kevesebb volt a hódítás. A törökök a franciákkal együtt korábban ellenőrzése alá vonta a levantei kereskedelmet, de a nagy földrajzi felfedezésekkel a világkereskedelem más területekre helyeződött át, így ebből alig volt bevétel. Megpróbálkoztak a pénzrontás eszközével, ez viszont inflálta a pénzt.
A másik elit csapat, a janicsárság zsoldjára sem volt pénz, így azok lázadoztak, s gyakran szultánokat tettek le a trónjukról.
A válság egyre súlyosabb lett a 17. századtól, de aztán elindult a Köprülük korszaka. Az albán eredetű nagyvezírek Köprülü Mehmed hivatali idejétől kezdve felszámolták a belső viszályokat, rendezték az adózást és igyekeztek takarékoskodni az állampénzekkel. A hanyatlás kiváltó okait ellenben ők sem tudták megszüntetni. A hadsereg, amely még mindig erősnek is ütőképesnek tűnt, elavuló félben volt. Alaktalan és tudat nélküli tömeghadsereg nem volt képes a hatalmas birodalmat fenntartani.

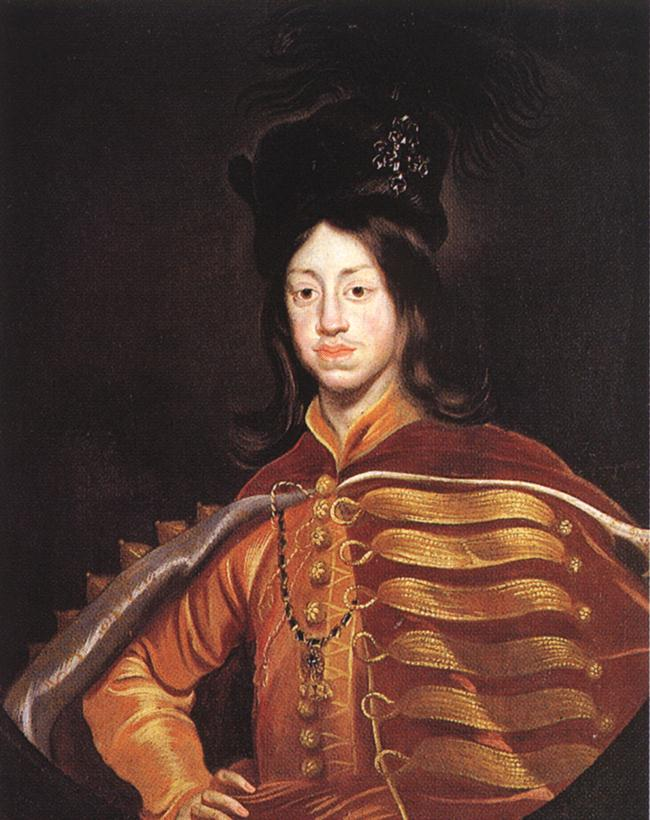
Az 1655-ös országgyűlésen magyar királlyá megválasztott ifjú I. Lipót magyaros ruhában

Így hát az Oszmán Birodalom szintén mindenképp békességben akart lenni a Habsburg Birodalommal az állandó belső bajok okán. Ez nyilvánvalóvá vált Zrínyi előtt is, akit annál jobban megerősített a hitében, hogy eljött a török kiűzésének az ideje. A törökök ez időben hadban álltak a Velencei Köztársasággal és Kréta ostroma nagyon elhúzódott. A birodalom nem tudott volna egyszerre két frontra összpontosítani hatékonyan.
Zrínyi 1661-ben a Muránál elindította Zrínyiújvár építését, hogy hatékonyabbá tegye a Muraköz védelmét. A vár már csak azért is hasznos volt, mert védte az osztrák területeket a török portyáktól, akadályozza a Kanizsával való összeköttetést és a védelmi rendszer szerves részébe jól beleilleszkedett, sőt hosszabb távon azt is gátolta, hogy a török Itáliába nyomuljon be. A közelben fekvő Légrádot a Dráva áradásai veszélyeztették, s mivel Zrínyiújvár a közelben feküdt, könnyen átvehette a szerepét. Zrínyi úgy vélte, fontos támaszpontja lehet a későbbi török harcoknak.
Zrínyi tudta, hogy az udvar nem járul a vár építéséhez, ezért engedély nélkül fogott bele, de később tájékoztatta róla a főbb minisztereket, mint Porcia hercegét. A herceg erélyesen tiltakozott, mert „rupturára való alkalmatosságnak” találta az erősséget.
A bánnak emellett jó oka volt rá, hogy a várat felépítse, mert a hódoltságban az elmúlt százhúsz évben vagy nyolcvanhárom erődítést emeltek az oszmánok, míg a Királyi Magyarország és Horvátország területén egyetlenegyet sem. Az udvar annyira fenn akarta tartani a békét, hogy nem erősítette a védvonalat, noha a magyar korona területét egyfajta ütközőpontnak tekintették, ami megvédte a császárvárost és a tartományokat a törököktől, de ebben a silány állapotban ezen feladatának nem tudott eleget tenni.
Köprülü Mehmed, hogy döntést csikarjon ki a velenceiek ellen háborúban, az ellenségre a közvetlen törzsterületen akart csapást mérni, Velencét pedig megostromolni és elfoglalni. Ehhez két lehetséges út volt. Az egyik Dél-Magyarországon, Krajnán, Karintián és Friulin át, vagy pedig Dalmácián keresztül. Ez előbbihez a Habsburg udvar hozzájárult volna, de ebbe ütközött bele Zrínyiújvár. Ugyanakkor Velence ostromát az erdélyiek elleni 1657–62-es háború, valamint a Zrínyi Miklós vezette magyarországi törökellenes mozgalmak is akadályozták.

### Erdély
II. Rákóczi György erdélyi fejedelem minden körültekintés és reális mérlegelés nélkül beavatkozott a lengyelek és a svédek között dúló északi háborúba. A konfliktusban egész Európa érintett volt, mert komoly gazdasági és politikai érdekek forogtak kockán. Ezek közt volt a Balti-tenger feletti teljes kereskedelmi és katonai befolyás, amit a többi országok, mint a Habsburg Birodalom nem akarta, hogy Svédország kezébe jusson. Ezért a legtöbb állam, kivétel a franciák, egységesen a svédek ellen foglaltak állást. Az akkor már egyre kiszélesedő konfliktusba rosszkor avatkozott be Rákóczi, hiába támogatta a moldvai és a havasalföldi fejedelem seregével és a kozákok néhány csoportja. Ráadásul a Török Birodalom is közvetve (a hűbéres krími kánság által) részt vett a harcokban, s nem adott engedélyt Rákóczinak a hadjárat megindítására. Rákóczi csúfos vereséget szenvedett, az erdélyi sereget teljesen elvesztette, melyet a tatárok rabságba hurcoltak. A törökök kinevezték Rhédey Ferencet az ország élére, de Rákóczi fegyverkezett és elüldözte Rhédeyt. Az így kitört török–erdélyi háború, amelyet Rákóczi ugyanakkor polgárháborúvá változtatott, mert a török által kinevezett új fejedelmet Barcsay Ákost is megtámadta. Mindenfelé követeket küldött, még a bécsi udvarba is, hogy I. Lipóttól segítséget kérjen. Más követek is biztatták, ezért reménykedett, hogy legyőzi az oszmánokat. 1658-ban a Habsburgok ellen létrejött a Rajnai Szövetség, amelynek tagjai a Napkirállyal szemben lojális német fejedelmek, köztük az egyik választófejedelemség a Mainzi Érsekség is, amelynek feje, János Fülöp érsek a szövetség vezetője lett. Továbbá három másik választó és a svéd király, X. Károly Gusztáv is csatlakozott a ligához. János Fülöp határozottan követelte Lipóttól, hogy segítse meg Rákóczit, amennyiben erre hajlandó, a császárválasztáson kész ráadni voksát. Csakhogy az udvar habozott. Az Erdélybe betörő Köprülü Mehmed rengeteg várat elfoglalt és Rákóczi csatát vesztett Szászfenesnél. Előzőleg mihelyst Lipótot német-római császárrá választották, kijelentette a Porta előtt, hogy nem akar beavatkozni a háborúba.
A budai és a temesvári pasa eközben megtámadta Váradot. A török elővigyázatosságból vette ostrom alá Erdély kulcsának számító erősséget, ekkor azonban már Zrínyi sem tétlenkedett mihelyst tudomást szerzett róla, hanem rögvest körülvette a magyar–horvát sereggel Kanizsát, remélve, hogy elvonja a török sereget Várad alól. Ekkor Porcia hercege, az Udvari Titkos Tanács feje megparancsolta a bánnak, hogy vonuljon vissza hadaival, mert nyílt háborút nem kockáztat meg a törökökkel. De a főurak, az egyházi méltóságok, Wesselényi Ferenc nádor, Nádasdy Ferenc országbíró is követelték a császártól, hogy állítsa meg a szultán terjeszkedését. Közben törökök is igyekeztek elkerülni a Habsburgokkal a háborút, ezért mihamarabb egyezséget kötöttek Várad átadásáról és vilajetté szervezték.
Lipótot csak ekkorra sikerült rávenni, hogy cselekedjék.

### A küszöbön álló háború

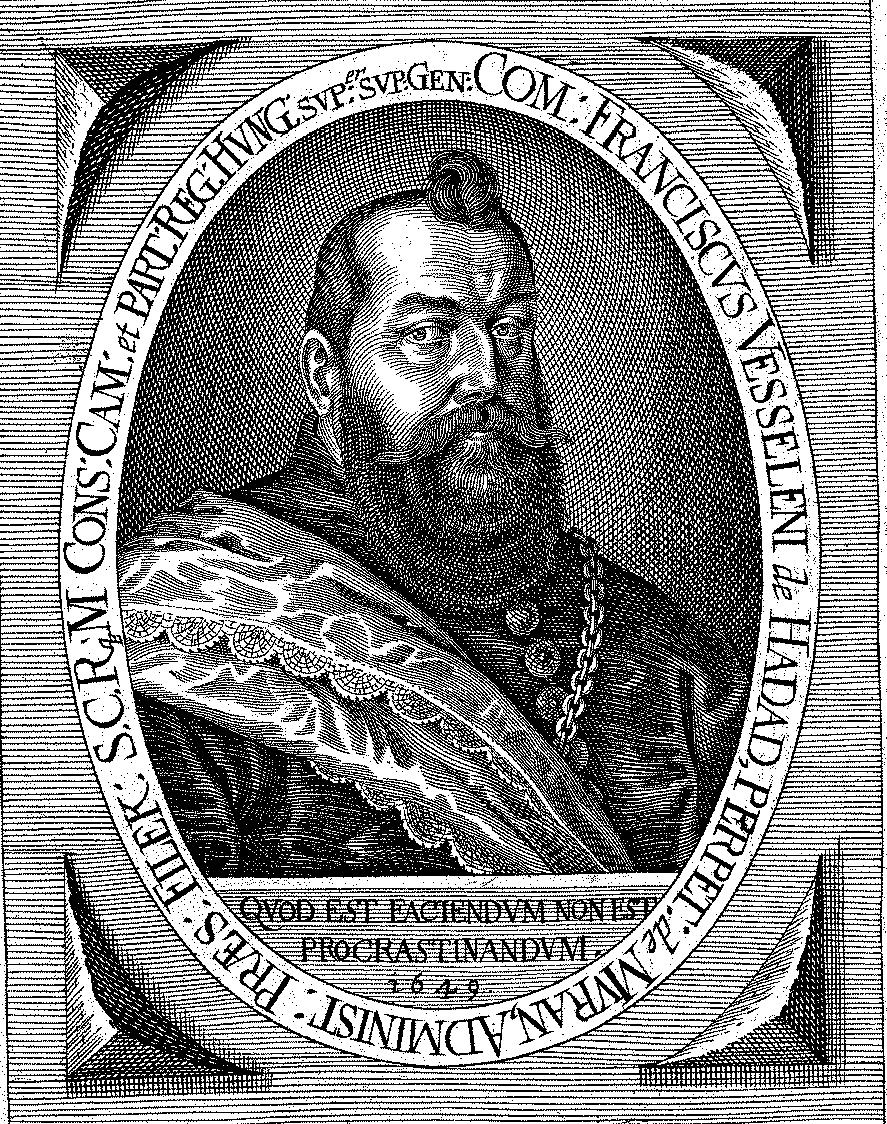
A három szövetségbe tömörült főúr: Wesselényi Ferenc nádor…

A Habsburgok nehezen szánták rá magukat az erdélyi háborúba való belépésre. 1660. november 20-án Kemény János kisebb sereggel bevonult az országba és megfogadta, hogy folytatja a török elleni háborút. Újévkor a szászrégeni országgyűlés fejedelemmé választotta, de törökök követelték, hogy Barcsay kormányozza tovább Erdélyt, aki lemondott, mert nem akart újabb polgárháborút. Kemény nem hátrált meg, hanem megölte Barcsayt és több más főúrt, akikről úgy hitte konspirálnak a törökkel. Áprilisban Erdély már nyíltan szakított a szultánnal, és az osztrák császár védelmét kérte. Kemény akárcsak Rákóczi reménykedett a keresztény világ segítségében, ezenközben 1661-ben új nagyvezíre lett a birodalomnak, Köprülü Ahmed személyében, aki kemény kézzel teremtett rendet és hozzálátott Bécs ostromának előkészítéséhez, új módszerekkel, melyek joggal kecsegtettek sikerrel.
Bécs kénytelen-kelletlen mozgósításra adott parancsot. A sereget ellátó raktárak már épültek Győrben, Bécsben és Komáromban, valamint egy kisebb gyalogsági erőt küldtek Erdélybe, ami azonban a hatalmas török–tatár sereg ellen kevésnek bizonyult. Valójában sem a Porta, sem Bécs nem akarta a háborút. Májusban a két hatalom olyan megállapodást kötött, amelyben többek közt az állt, hogy Zrínyiújvárat lerombolják és Lipót nem támogatja Keményt. Ennek viszont egy feltétele volt, hogy Erdély mihamarabb kapjon új fejedelmet. Komárom alól még ugyan elindul Montecuccoli egy 15 ezer fős császári sereg élén, aminek nem volt megfelelő mennyiségű élelme. Felső-Magyarországon keresztül vágva lépték át Erdély határát, de az éhezés már vagy 8 ezer katonát elvitt. Az élelmiszer hiány mellett víz- és lőszerhiánnyal is küszködött a keresztény sereg. Montecuccoli Goroszló mellett találkozott Keménnyel, aki rögvest indulni akart a törökök ellen. A generális egyelőre pihenőt rendelt. Szeptember 14-én Köprülü nagyvezír helyettese, Ali Csengizade pasa már megválasztotta az új fejedelmet Apafi Mihály személyében. Ezzel teljesítették a törökök az osztrákokkal kötött megállapodást. Egy titkos utasítás értelmében, ha ez megtörtént, Montecuccoli vonuljon vissza. Kemény nem adta fel a generális visszavonulását követően és a török ellen vezette seregét. Kücsük Mehmed jenői béggel szemben csatát vállalt 1662. január 22-én Nagyszőlősnél, ahol seregét teljesen megsemmisítették és a harcban ő is elesett.

## A háború

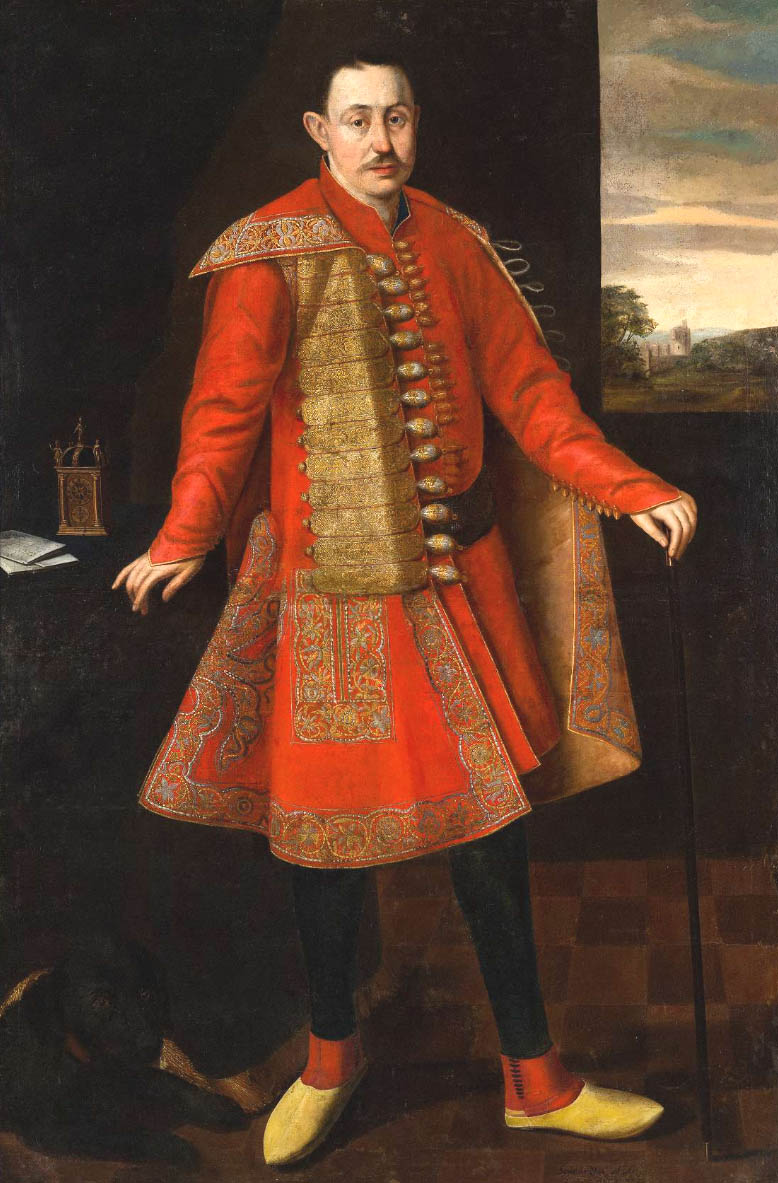
Nádasdy Ferenc országbíró

Erdély régi státusa végül megmaradt, s úgy tűnt az őszre megkötik a békét és végre lerombolják Zrínyiújvárt, valamint Székelyhíd erősségét is, ahogy a megállapodásban szerepelt. Azonban az udvar most nem cselekedett gyorsan és határozottan. Tétovázott, amely arra engedett következtetni a Portánál, hogy időt akar nyerni. Máskor a törökök előtt úgy tűnt, hogy a bécsi udvar békéltetési kísérletei azt mutatják, hogy Lipót császár gyenge, ezért meg kell valósítani a szulejmáni tervet, a császárváros elfoglalását, hangzott később a vélekedés a Portán. Kara Musztafa nagyvezír minden alaposabb megfontolás nélkül megkezdte a támadást, ami elvezetett a végzetes kahlenbergi vereségig. A békére törekvő osztrák miniszterek ugyanakkor nem látták be, hogy az erdélyi várak megszállásával bizalmatlanná teszik a Portát, s most pedig ebben a döntő pillanatban nem tudtak gyors elhatározásra jutni. Simon von Reniger császári megbízott júliusban újabb kiegyezési tervvel állt elő, de a törökök újabb követelést terjesztettek be, amiben Székelyhíd és Hajdúság átengedését követelték, továbbá két másik várra is igényt tartottak.
IV. Mehmed szultán így elhatározta, hogy a következő évben megindítja a háborút. Köprülü Ahmed mindenképp háborút akart a Habsburgokkal, amit Bécsben nem éreztek meg. Az új nagyvezír terve az volt, hogy meghódítja a Királyi Magyarországot, amelyet első lépésnek szán a Bécs elfoglalását célzó hadjáratra. A nagyvezír szeme előtt Szapolyai egykori királysága lebegett, ami lényegében a szultánnak hódolt. A meghódított terület élére királynak Apafit akarta állítani. További lépésben Morvaország és Szilézia alávetése jött volna, ezután közvetlenül a császárvárost vette volna ostrom alá, s mellett Csehország meghódítását is tervezte. Magyarország képezte az ütközővonalat, amely nagyobb török támadásoktól védte az osztrák és cseh területeket. A várhálózat jóllehet nem volt sűrű, ezért kisebb török egységek átszivároghattak a várak között, s megtámadták Morvaországot is, de lényegében azok a területek elkerülték a nagyobb pusztítást szemben a magyarországiakkal. Morvaország gazdaságilag fejlett volt és stratégiailag is hatásosan segíthette volna Bécs ostromát. Szilézia bár lényegében távolabbra feküdt Bécstől, de természetes határai nem voltak, már más háborúkban is könnyűszerrel keresztül száguldoztak rajta az ellenséges csapatok. Ha a török megszerzi Sziléziát hatékonyan akadályozhatta volna vele a császárváros felmentését, ugyanakkor a Habsburg Birodalom gazdaságilag legértékesebb tartományához fért volna hozzá.
A béketárgyalásokat állandóan folytató von Reniger támogatására egy udvari kamarai tanácsost küldtek el a Portára, de őt Köprülü nem fogadta, hanem Csengizade pasához küldte Temesvárra. 1663 elején született egy béke Csengizade és az osztrák küldöttség között, amit azonban Köprülü nem fogadott el.
Magyarországon évek óta számítottak a török támadásra, elsősorban Zrínyiújvár miatt, amely a Haditanács minden tiltása ellenére felépült, hiába követelte a Porta ennek megakadályozását, mert ez felbontja a békét. Végül Köprülü előtt Zrínyiújvár lett a háborús ok.
A török elleni harc megszervezésének előfeltételei rosszul haladtak még 1662-ben, a háború előestéjén. Májusban fagyhullámok voltak, melyek kárt tettek a termésben. Az idegen hadak egy része fizetetlen zsoldos volt, a lakosságtól akart rabolni, mire több helyen fegyvert ragadtak ellenük az emberek.
1663 tavaszán, a háború küszöbén országgyűlést tartottak Pozsonyban, ahol a nádor figyelmeztette a rendeket, hogy Erdély már nem áll olyan erősen mögöttük mint Rákóczi György előtt, ezért nem fognak tudni rá támaszkodni. Az erdélyi rendek úgy akarták elkerülni a Havaselvéhez és Moldvához hasonló sokkal alávetettebb állapot elkerülését, hogy rendi jogaikat megerősítették Apafival szemben. A fejedelem nem vihetett ki hadsereget az országból, a besorozott jobbágyokat köteles visszaadni, s különböző jogokat erősítettek meg vele.
Apafinak országa rossz állapotát sikerült helyreállítani és lecsillapította a váradi, illetve a jenői pasát, s a még Fogarason és Görgényben maradt osztrák egységeket kivonták Szatmár területére.
Apafi tárgyalt a franciákkal, hogy Magyarország egyesítését támogassák, valamint megerősítette szövetségét a románokkal, s támogatást keresett az angoloknál is, amelyek igen veszélyes lépéseknek bizonyultak.
Az országgyűlés is úgy vélte, hogy nem kerülheti el az ország a török elleni újabb háborút, s a császári biztosokkal szemben úgy döntöttek, fel kell rá készülni.

### Az 1663. esztendő hadjáratai
A háború abban a legrosszabb pillanatban érte a Habsburg Birodalmat, amikor a császárvárosban már teljesen a békepárt kerekedett felül. A törökök hadüzenetét megelőzően 1662-ben komoly zavargások söpörtek végig az ország több területén, melyek néhány helyen felkelésbe torkollottak.

#### Vallási és paraszti zavargások
Nádasdy Ferenc országbíró és Batthyány Kristóf dunántúli főkapitány között harc tört ki, s Alsó-Magyarországon is egy hasonló felkelésre került sor Balassa Imre vezetésével. Kiéleződtek a vallási ellentétek is: Thököly István főispán elfoglalta a korompai katolikus templomot. A jezsuiták a rozsnyói kálvinista templomot követelték, s követelésükkor Lippay György érsekre hivatkoztak. A magyar katonaság több egysége garázdálkodott a Dunántúl területén, bűntetteiket vallási indítékokkal leplezve!
Az egyik császári biztos Johann von Rottal ajánlatot tett a nádornak, hogy a vallási ellentéteket elsimíthatja saját kezűleg, cserébe Kassára császári katonaságot vezényelhetnek az osztrákok.

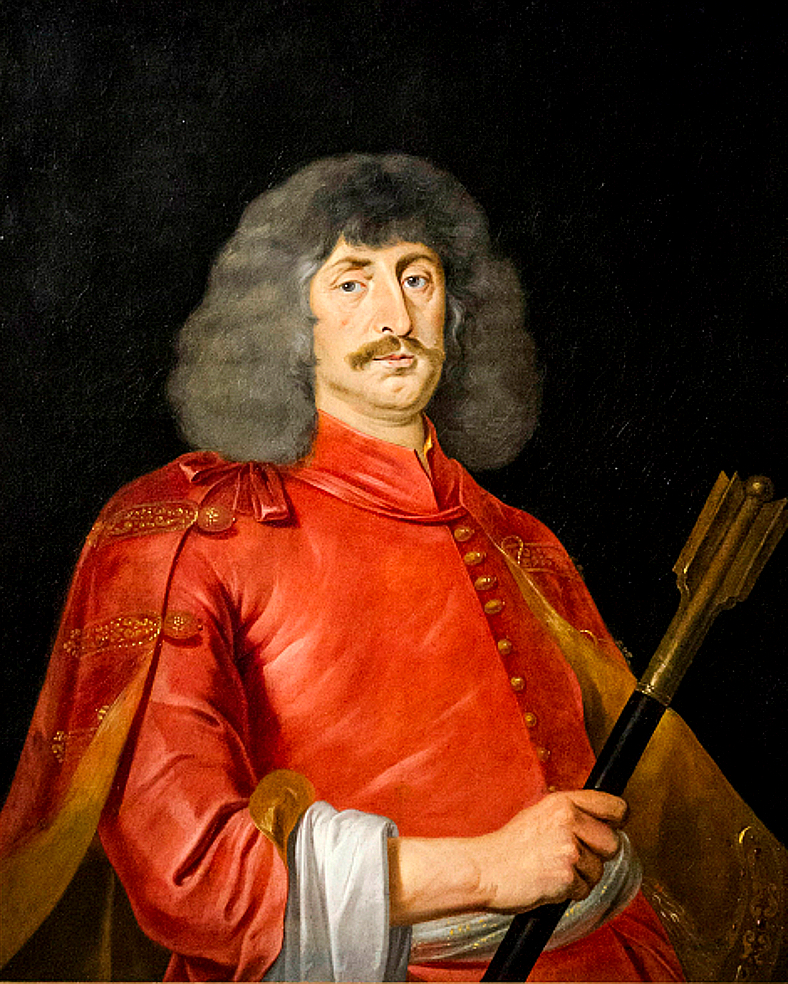
…és Zrínyi Miklós horvát bán

1663. április 12-én befutott a török hadüzenet Bécsbe és a nyáron elindultak a harcok. A nagyvezír mintegy 70-80 ezer főt kitevő sereggel vonult Magyarország ellen. Ezzel szemben kevesebb mint 25-30 ezer fős katonaság volt, amelynek kétharmada végvári katona volt, nyílt terepre kivezényelni nem lehetett ütőképesebb sereget, legfeljebb 7-8 ezer főt. Ezenfelül a rablások és a hadsereg ellátására kivetett adók miatti zavargások, s a vallási forrongások miatt Felső-Magyarország területén 6000-10 000 katona tartását szögezte le az Udvar. Az összecsapások a császári katonaság és a lakosság között csak súlyosbodtak 1662 óta, a Bodrogközben például nyílt fegyveres felkelés indítottak a parasztok, s a Nagybányára irányított katonaságot a polgárság visszaverte.
A hadsereg ellátásának megoldására a jobbágyok házaiba szállásolták el a katonákat, akik viszont visszaéléseket követtek el. Zemplén lakossága katonaságot és főtiszteket állított ki, de nem a törökök, hanem az osztrákok ellen.
A Felvidékről tizenhárom vármegye, s a bányavárosok Kassán külön országgyűlést tartottak. A jelenlevők Lipótot okolták a zavarért, valamint a korábbi erdélyi–török háborúban elszenvedett vereségekért. A Bécsbe küldött Szepesi Pál és Bay Mihály küldöttek panaszt emeltek a császár előtt és kijelentették, ha nem hajlandó orvosolni ezeket, nem ismerik el királyuknak, s elszakadnak a Királyi Magyarország területétől és a török hatalma alá adják magukat. Ugyanezzel fenyegetőzött Szatmár is, akiket már 1663 elején janicsár egységek támadtak meg.
Zrínyi májusban egy ismeretlennek írt levelében ilyen formán elemezi a kialakult belső viszályt: „Európának magunk tunyaságával adtunk okot mi, az kik egymást jobban, hogysem akármely nemzet ez világon, gyülöljük… csak nem mint az ebek vagyunk, mi, kik minden nyavalyánkban csak egymásra szánkat tátjuk, egyikünk az másikra vet s mindnyájan vagyunk pedig rosszak s az vétkesek; mi az kik mindenik az maga privátumáért eleget perel és pattog, az publicumért megnémul és készek vagyunk s örömest látjuk felebarátunk házát égve látni, csak legyen annyi hasznunk benne, hogy annál melegedhessünk fél óráig.”
Zrínyi tavasszal összefogásra intette az országot, mert a török ellen másképp nem lehet felvenni a harcot. Bory Mihály és Vitnyédy István tudatos munkával közben lecsendesítette a Batthyány és Nádasdy közt kialakult ellentéteket. A két politikus tovább dolgozott azon, hogy Kemény János egykori támogatóit és Apafi szűkebb kormányzatát is egy táborba vonva csatlakoztassa a török elleni liga zászlója alá.

#### A birodalom válsága
Nehéz helyzetben volt a Habsburg dinasztia 1663–64 fordulóján. A törökkel a háborút nem tudta elkerülni, melyre teljesen felkészületlen volt, hisz a béke megőrzésére törekedett, hogy erőit nyugaton vesse be. Annak ellenére, hogy Európa úgy értékelte ez a török elleni összefogás nagy pillanata, a feltételek és az osztrákok hozzáállása nem volt megfelelő, de az európai közhangulat miatt nem térhettek ki előle. A kormányzatnak meglehetősen nagy gondot okozott, hogy az eddigi politikáját törökellenes háborús politikává változtassa át, amelynek az volt a kockázata, hogy ebben Franciaország is részt vesz, mely a dinasztia érdekeit esetleg veszélyeztetheti. A bécsi politikai csoportok között a vélemények erőteljesen megoszlottak, s egyik csoport sem tudott a másik fölé kerekedni, s ez a bizonytalanság akkor uralkodott el, amikor a leggyorsabb döntéshozatalra lett volna szükség. Ennek eredménye mi más lehetett volna, mint egymást keresztező döntések, amik katasztrofális következményekkel jártak a hadászati szervezés szempontjából. A Magyarországon uralkodó súlyos viszonyból is nehézsége támadt a Habsburg kormányzatnak, amelyet ő maga idézett elő.
A támadó hadjárat elképzelésével ellentétben Porcia hercege, a császár főminisztere 1663 decemberében azt nyilatkozta, hogy Lipót a német birodalmi segítséget csupán védekezésre akarja igénybe venni. December 31-én a komáromi osztrák parancsnok, gróf Johann Christoph von Pucheim, a Haditanács tagja javasolta, hogy ne vállalja Ausztria a háborút, mert olyan súlyos állapotok uralkodnak a haderőben, hogy azzal a birodalom inkább a teljes vereséget kockáztatja meg, ha hadat üzen az Oszmán Birodalomnak. Egyébként von Pucheim és von Reniger a bécsi udvar azon feltételezését erősítette meg, hogy Köprülü azért akar a császárváros ostromára vonulni, hogy Lipótot békére kényszerítse, míg a török hadsereg Velence és Oroszország ellen lép hadba.
Porcia hercege úgy látta tehát, hogy a birodalomnak kettős érdeke, hogy megállítsa a háborút.
Szükségszerű volt az is, hogy az udvar tudomásul vegye a magyarok országegyesítő törekvéseit, amiben szövetségre hívja a franciákat és a Rajnai Szövetséget. A magyar külpolitika diplomáciai és szervezeti keretei a császári-királyi hatalom tekintélye köré épültek, s a hivatalos érintkezésekben a rajnai és magyar főméltóságok mindig hivatkoztak közös uruk, I. Lipót német-római császár és magyar király tekintélyére. Épp ezért mindenről tájékoztatták az udvart.
Az udvar a hadi készülődéseket nem állíthatta le, de a nagyobb szabású vállalkozásoknak a császár miniszterei mindig igyekeztek elejét venni, s ehelyett inkább védelmi háborúra berendezkedni.

##### Bécs lépése

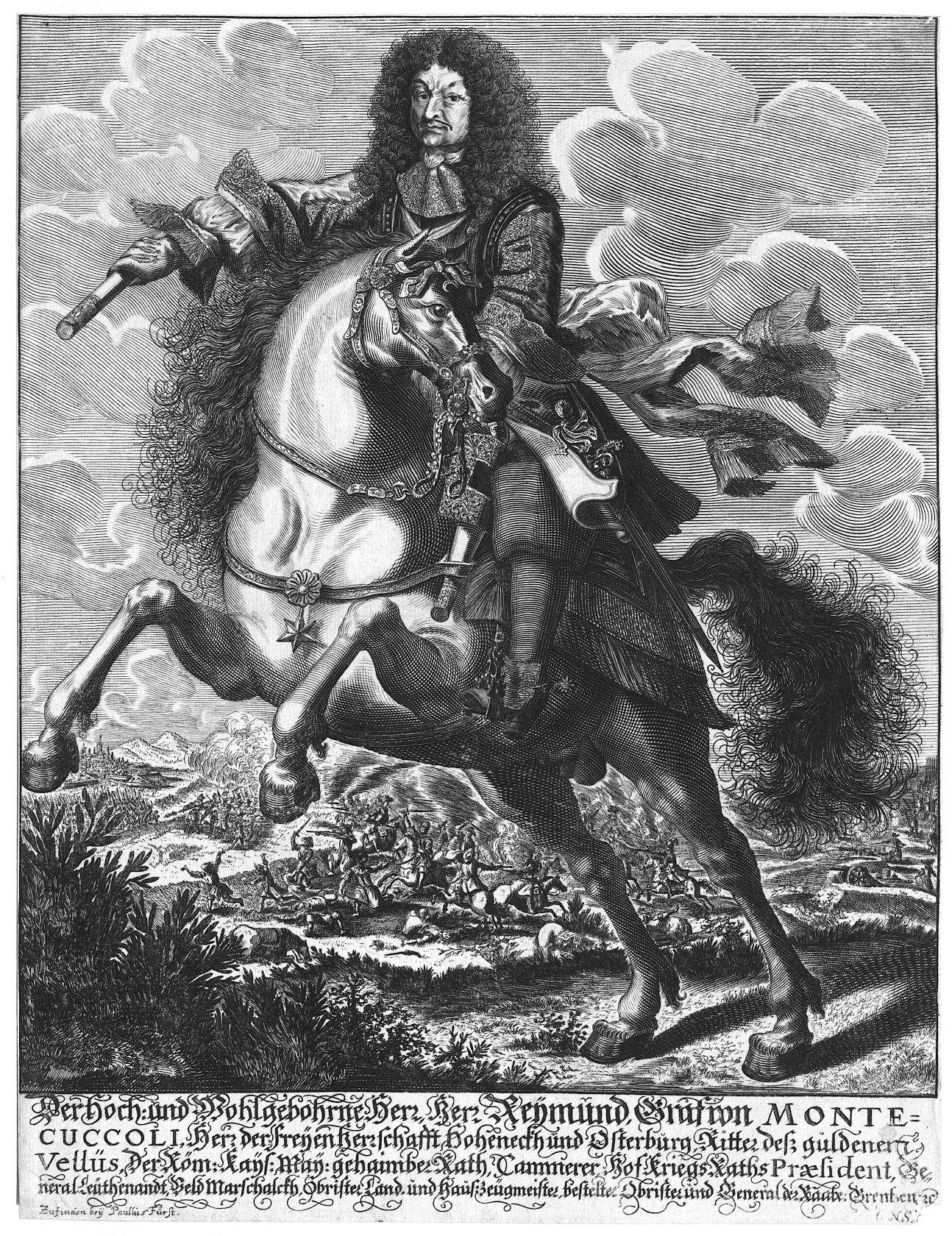
Az oly sokat becsmérelt Raimondo Montecuccoli generális

Bécsnek muszáj volt elfogadnia a francia és rajnai segítséget, mert a birodalmi és magyar hadak, valamint a német kontingensek ereje kevésnek bizonyult az oszmán-török hadigépezett ellen. A sereg éppen leszerelés alatt állt, öt ezredet Spanyolországba, vagy Itáliába vezényeltek. A spanyol uralkodó IV. (Nagy) Fülöp, s VII. Sándor pápa sem adott akár pénzbeli, akár katonai segítséget. Azzal, hogy többek közt a gyűlölt riválistól a Bourbon Franciaországtól fogadott el a segítséget az udvar, presztízs veszteséget okozott.
A császári és magyar csapatok összetétele harci értékét tekintve rendkívül különböző volt. A császári haderő kötelékében álló reguláris hadak 12 gyalog-, 11 vértes- és 3 dragonyosezredből, valamint egy horvát ezredből álltak. Ehhez jött a magyar nemesi felkelés, amely a szó szoros értelmében semmit nem ért.
Az Udvari Haditanács nem akarta, hogy már a háború elején kitűnjék a csapatok gyengesége, ezért olyan hadműveletekbe kezdett, hogy azok ideje alatt megfelelő létszámú sereget lehessen összetoborozni. A Dunánál olyan pontokon helyezkedtek el a keresztény csapatok, ahol jól lehetett fedezni Komárom, Győr és Érsekújvár erősségeket.
A török fősereg Budán állomásozott, ahol haditanácsra ült össze a nagyvezír az alvezéreivel. Itt elhatározták, hogy beveszik Érsekújvárt. Az esőzések következtében csupán július végén kezdhette meg a török had a hadműveleteket. Annak ellenére, hogy késett, a Vág vonalán még mindig csak néhány ezred állt. Raimondo Montecuccoli generális Magyaróvár alatt állomásozott mindössze 5500 fős (1200 gyalogos, 4300 lovas) seregével, aminek rendelkezésére csupán huszonnégy könnyű ágyú állt!
Apafi Mihályt is csatlakozásra kötelezték, azonban nem nagy erőkkel vonult a harcba, ténylegesen passzív résztvevője volt a hadjáratnak. Amikor Budára küldték seregével, azt az utasítást kapta, hogy a magyar főurakból szervezzen egy frakciót, amely királlyá választásában támogatja. Ekkor késlekedni kezdett, érintkezésbe lépett a nádorral és tájékoztatta a magyar rendeket mindenről. 1664-től titokban már egyre szorosabb kapcsolatot tartott fenn az udvarral, s megígérte, hogy szembeszáll a törökökkel, amennyiben Bécs biztosítja a protestánsok vallásszabadságát. De az udvar kétszínű játékot űzött vele, s megpróbálta elérni, hogy Rákóczi Ferencet tegyék a helyébe.
A Pozsonyt esetlegesen fenyegető török csapatok miatt Lipót a császárvárosba akarta vitetni a Szent Koronát, de Wesselényi nádor ehhez nem járult hozzá és nem engedték az ékszert elszállítani. A magyar politikai viszonyokban ekkora már bizonyos fokú átrendeződés vette kezdetét, mely a magyar főurak javát szolgálta.
Szeptember 8-án Köprülü nagyvezír felszólította a vármegyéket, hogy vessék alá magukat a szultán hatalmának. A nagyvezír ravasz húzással akarta megosztani az országot. A katolikusokkal keményen elbántak a török csapatok, míg a protestánsokkal engedékenyebbek voltak és védelmet ígértek nekik. Kihasználva a kirobbant paraszti forrongásokat, tovább lázították a jobbágyokat nemesek ellen. Ennek hatására sok javaslója lett az oszmán fennhatóság elismerésének, s számos protestáns vallású hajdú is zsoldba szegődött a nagyvezír seregébe.
Egy esetleges török ostrom esetén a bécsi udvar Linzbe menekült volna. Wesselényi nádor körlevélben szólította fel a vármegyéket a közfelkelésre, s ekképp minden tizenhatodik életévét betöltött férfi fegyvert kellett ragadjon.
A törökök az erdélyi segédcsapatokkal Esztergomnál keltek át a Dunán és Érsekújvár felé indultak. A vár őrsége, Forgách Ádám vezetésével megpróbált rajtaütni az oszmánokon augusztus 6-án, de megsemmisítették őket. A meggyengült őrség mellett a falak is elég gyengék voltak. A török sereg ugyan augusztus 8-án már a vár alatt volt, ám csak tíz nap múlva kezdte meg az ostromot. Montecuccoli serege ekkor már 12-15 ezer fős volt, de a generális nem akarta megkockáztatni Bécs védelmét és a nemesi felkelés többi része nem gyűlt össze. Wesselényiék elérték, hogy Zrínyi kerüljön a hadsereg élére, és Vátnál szeptember 9-én összegyűlt egy 10 ezer fős banderiális sereg, aminek a bán tartotta a szemléjét. Mielőtt azonban útnak indult volna a Felvidékre, előbb biztosítani akarta a Muraköz és Horvátország védelmét, nehogy akár a dunántúli, vagy a horvátországi hódoltságból török támadás érje.
Montecuccolival Oroszváron közös stratégiát dolgoztak ki, de a császári–magyar csapatoknak annyira silány volt az utánpótlása, hogy ez akadályozta meg az Érsekújvár felmentésére tett igyekezetet, s a haderőt megfelelően nem tudták összehangolni. Zrínyi és Montecuccoli közös körülbelül 25 ezer fős hada ha egyesült volna az északnyugatról érkező francia Jean-Louis de Souches vezette másik császári sereggel, bizonyosan nagyobb eséllyel tudott volna szembeszállni az oszmán fősereggel, ám de Souchess végig a morva–magyar határon vesztegelt, mert a környékbeli német és cseh parasztok a kiadott parancsnak ellenszegülve, miszerint porcióval lássák el a hadat, elmenekültek a hegyekbe és az erdőségekbe.
Október elején ért Pozsonyhoz a sereg, de Érsekújvár már szeptember 25-én megadta magát Ahmed nagyvezírnek. A császárváros védelmében Zrínyinek még itt kellett maradni október végéig, amíg a törökök vissza nem vonultak téli szállásra a Balkánra. Ez idő alatt a bán állandóan zaklatta kb. 15 ezer fős, viszonylag gyenge seregével a török hadat, ám Vízvárnál egy lélektani szempontból jelentős győzelmet aratott a törökön.
A vidékeken szerterajzó török és tatár lovasság igyekezett rablótámadásaival megfélemlíteni a helyi lakosságot, hogy azok majd mégis meghódoljanak a szultánnak. Zrínyi ellentámadásaival viszont az ellenkező hatást érte el és többek szerint nagy szerepe volt abban, hogy a nagyvezír terve nem érte el a célját Magyarországon. Wesselényi is úgy jellemezte őt mint „Vitéz horvát bán, hazánk egyedüli magyar oltalma s reménye…”

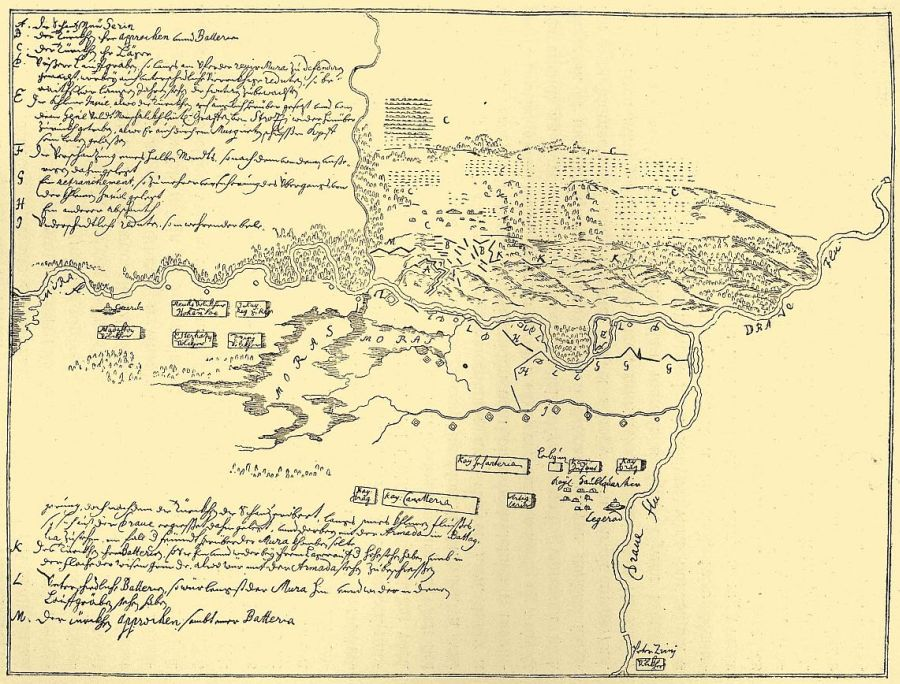
A Zrínyiújvár körüli tábor. (Korabeli ismeretlen alkotású kép)

A vár bevételével a törökök rést ütöttek az Érsekújvár–Komárom–Nyitra–Győr védvonalon, amelyen át elindulhattak volna Bécsnek. De a harcok eléggé elhúzódtak, így nem sikerült Köprülü azon kísérlete, hogy Magyarországot meghódoltassa, s élére királyként Apafit állítsa, bár a török hadak feldúlták a Vág völgyét és betörtek Morvaországba is.
Érsekújvár elestéből fakadó elkeseredettséget némileg csillapította, hogy még novemberben Zrínyiújvár alatt levertek egy tizenhatezer fős török hadat, és további sikeres portyázásokat tettek.
A bán tekintélye megnőtt nemcsak a keresztény európai államok, hanem a törökök előtt is. Evlija Cselebi a híres török utazó és író is kiemelkedően okos, határozott, értelmes és éles látású politikusnak tartotta.
A birodalom húzta az időt, arra hivatkozva, hogy a külföldi segítséget csak végső esetben veheti igénybe. Bécs elsődlegesen azért vonakodott akár a Rajnai Szövetség segítségül hívására is (ami egyre magához ragadta a kezdeményezést), mert Franciaország állt mögötte. Azonban a magyarországi helyzet olyan súlyos volt, hogy azt a Habsburgok még az állandó békéltetési kísérleteikkel sem oldhatták volna meg. De Köprülü ezért már Érsekújvár ostroma előtt nagy árat követelt: kétmillió forintnyi kártérítést, Apafi hatalmának elismerését Zrínyiújvár és más végvárak lerombolását.
Még szeptemberben Kőszegen Zrínyi szövetségre lépett Wesselényivel és Nádasdy Ferenc országbíróval török ellen. Céljuk, hogy minden belső erőt mozgósíthassanak és a még kiaknázatlan erőforrásokat is felhasználják az anyagiak előteremtésére. Megállapodtak továbbá abban, hogy követséget menesztenek külföldre, hogy onnan is segítséget hozzanak, mert a Habsburgok sem bizonyultak Magyarországgal együttesen elég erősnek, amely így szükségessé tette hogy más országoktól is igénybe vegyenek anyagi, politikai és katonai erőket, s létrehozzanak egy nemzetközi koalíciót. A szövetséghez csatlakozott Lippay György érsek, a győri és veszprémi püspök, több főúr, Czobor Ádám, Pálffy Miklós és Batthyány Kristóf dunántúli főkapitányok, Esterházy Pál és Zichy István.
Bory Mihályt Regensburgba küldték a birodalmi gyűlésre a német fejedelmekhez. Már korábban a mainzi érsek magáévá tette a háború ügyét és Wolfgang Julius von Hohenlohe generális vezetésével kb. 7300 fős sereget küldött Magyarországra, s a regensburgi gyűlés is elfogadta a támadó hadjárat javaslatát, amit Zrínyi és köre szorgalmazott.
Magyarországon a hadak egyelőre téli szállásra tértek, Montecuccoli a Csallóközbe, de Souches pedig a bányavárosok vidékére. A kor hagyományos hadvezetésének megfelelően ekkor pihentetik a sereget, s nem teszik ki a téli hidegnek, amíg meg nem jön a tavasz. De Zrínyi hozzákezdett nagyszabású tervei megvalósításához.
Simon von Reniger császári megbízott továbbra is a török táborban maradt a császár békeajánlatával.
Wesselényi az országhoz intézett kiáltványában erélyesen felszólította az embereket, mert elérkezettnek látta az időt a török kiűzésére: „Egyenesen kényszerítem kegyelmeteket… kardot, fegyvert, bátor szívet szerezzen, s neveljen magában s mivel az idő eljött; melyben avagy ezt is elveszítsük.” Azonkívül Wesselényi a hódolás ellen szóló korábbi körlevelében úgy érvelt Köprülü felszólítása ellen, hogy az európai hatalmak a nagy háborúra készülnek a szultán ellen.

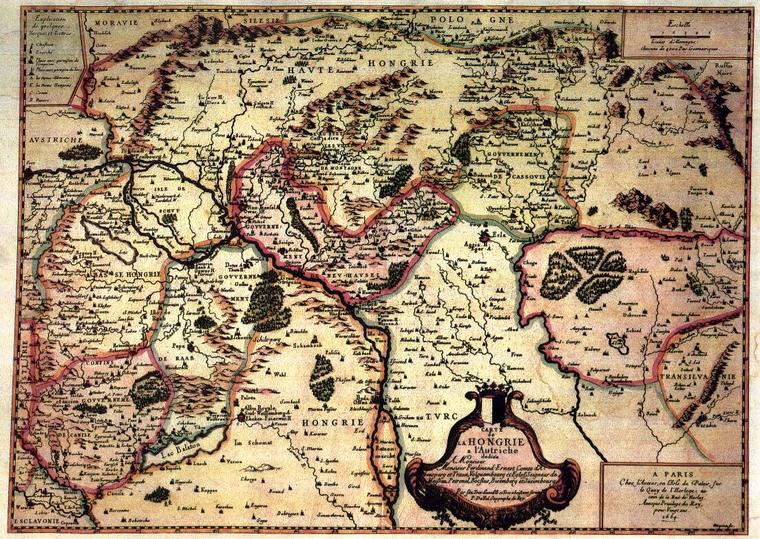
Magyarországról 1664-ben készült francia térkép

#### Az európai diplomácia a török elleni szövetségért
1663 végére több évnyi diplomáciai próbálkozást követően végre eljutottak a nyugati országok ahhoz, hogy immáron effektíven szövetségre lépjenek a török ellen. Számbavették a szövetségkötés feltételeit, a támadó háború kidolgozását, a hadállításokat, a seregek megfelelő ellátását és egy sikeres haditerv kidolgozásának reális esélyeit.
A Regensburgbaan most először vett részt magyar küldöttség, mivel már 1652 óta kérvényezték ennek jogát Lipóttól, melyen kizárólag a török elleni segítségért (ném.: Türkenhilfe) folyamodtak volna a fejedelmekhez. Bár Lipót megerősítette a rendek követküldési jogát, de a birodalmi gyűlésen való részvételhez nem járult hozzá. 1662-ben még azzal próbálta elodázni ezt, hogy ő intézkedik a török elleni harc szervezésében, s a magyar rendek feleslegesen fáradnak ki Regensburgba. Egyre nyilvánvalóbb volt előtte, hogy a Rajnai Szövetség a császári hatalmat veszélyeztette a Német-római Birodalomban, hanem a Habsburg Birodalomban is, így nem kért a törökellenes segélyből.
Végül katonai segély helyett pénzsegélyt próbált elérni, amiből sereget állít, s annak parancsnokságát az udvarhoz hű Montecuccolira bízza majd. Ezzel szemben a német fejedelmek a katonai segélyhez ragaszkodtak, s a török kérdést egyre több állam magáévá tette, kik közül sokan őszintén óhajtották, hogy Magyarországon elinduljon a felszabadító háború. Ennek bázisai először még Franciaországban voltak, míg a fő szervező a Rajnai Szövetség lett. Mikor a Rajnai Szövetség sereget vezényelt Magyarországra, először Érsekújvár felmentésére szánta volna, a vár eleste után már új irányvonalat kellett találniuk.
A külföldi segítséget a magyarok – elsősorban idegenellenességük miatt – kelletlenül fogadták. Másrészt a segélykérés részben az uralkodó beleegyezése nélkül történt, ami törvényesség és a törvénytelenség határán állt. A Magyarországra küldött rajnai csapatok parancsnokának Wolfgang Julius von Hohenlohe generális küldetésének ezek mellett kettős célja volt, az egyik hadászati a másik a magyar–rajnai szövetségről való tárgyalás, ami alááshatta volna a bécsi udvar hatalmát és keresztezné terveit. A generálisnak János Fülöp kikötötte, hogy mindenben működjön együtt a magyarokkal, mert ez a siker záloga a törökkel szemben. A mainzi érsek arra törekedett, hogy a magyar területen állomásozó rajnai csapatokat megháromszorozzák, míg a regensburgi gyűlés a küldendő birodalmi erők porciózását és utánpótlását tovább tárgyalta.
A gyűlésen megvitatásra került egy névtelen előterjesztés amely a támadó háborút javasolta. Eszerint a törökök ellen végrehajtott nagyszabású akció keretében a fősereggel szemben döntő csatát kell kikényszeríteni. Ha ebben győznek a birodalom népei, még akár a muszlim bosnyákok is felkelnek a török uralom ellen. Egy ilyen széles körű háborúhoz jó támaszpontok lehetnek a tengeri hatalmak, mint Spanyolország és Velence, azonkívül ott vannak a Johanniták is, ugyanis mindhármójuk kereskedelmi és hadihajóit a török flotta kalóztámadásai állandóan fenyegetik. A török elleni háborúba bevonni szándékozták Lengyelországot és az orosz cárt is. Utóbbi esetében Moszkva és a törökök között már legalább egy évszázada állandóvá váltak az éles ellentétek, amely most is fenyegetett egy moszkovita–török háborúval, különösen Ukrajna birtoklásának kapcsán, mivel a helyi kozák vezetők egy része –meggondolatlanul –, a török szultán uralmát akarta elismerni és felhasználni a török–tatár segítséget a lengyel és az orosz uralkodó ellen.
János Fülöp szeme előtt egy olyan törökellenes koalíció reménylett kialakulni, amely a most aktuális tagok mellett tömörítené Lengyelországot, Svédországot, Erdélyt, Oroszországot, a pápai államot és Svájcot is, a szerbekkel, bosnyákokkal és románokkal. A közép-európai államok tekintetében a szövetség kialakítása Magyarország feladata lett volna.
Lipót, bár még mindig félt az esetleges francia–magyar–rajnai–német szövetségtől, ráállt minderre és november 10-én pátenseket ad ki az országos fegyverkezésről, ezután segélykérő követségeket küld a francia, svéd, angol, spanyol és olasz udvarokba. December 22-én személyesen is megjelent Regensburgban és áldozatra kérte a német fejedelmeket. Ezzel azonban olyan célja volt egyebek közt, hogy személyes irányítása alá vonja a koalíciót.

### Az 1664. esztendő hadjáratai
A várat 1543-tól kezdték végvárrá átépíteni. Az itáliai hadmérnökök hatágú csillag alakúra építették át a 16. század végén. Magyarország egyik legkiválóbb fülesbástyás erődítménye volt.
A balsikerekkel teli 1663-as esztendő után már komoly és megfelelő haderőt toboroztak össze. Az 51 000 fős 21 gyalog- és 19 lovasezredből álló haderő mellett már reguláris magyar katonaság állt, részben a király költségén. A német-római haderő 15 000 katonája után jött még egy 4000 fős bajor–szász–brandenburgi kontingens, valamint a Rajnai Szövetség 7300 fős serege, a francia segédcsapatok 6000 katonája (4000 gyalogos, 2000 lovas) és a Jerzy Lubomirski marsall vezette 8000 fős lengyel dandár, amit a nádor toborzott. Továbbá egyéb idegen egységek után több mint 90 ezer fős haderő gyűlt össze. Azt is tervezték, hogy orosz és zaporozsjei kozák lovasságot is szereznek be a törökök ellen.
Von Hohenlohe hada a stájerországi Pettauig (Ptuj) menetelt, innen vonult Magyarországra, addig a franciák még Itáliában voltak. Az udvar ugyan folytatta, többek közt kényszerből a háborút, de közben a béketárgyalásokat is.
Hogy a sereget az egész háború ideje alatt fenntartsák, megfelelő intézkedéseket hoztak Magyarországon. Először is már az előző év végén elrendelték a közteherviselést. Aki ez alól kihúzná magát, azt szigorúan megbüntetik. Másodszor a nádor pátenst adott ki, amelyben utasítja az országot a koalíciós erők élelmezésével. Ehhez hangsúlyozta, hogy „…tegyenek félre minden gyűlölködést.” A nyílt parancs meghozta hatását. Példa rá, hogy a Trencsénben felállított hadsereg ellátását biztosító raktárban napok alatt három hónapra elegendő gabonamennyiség halmozódott fel.
Katonaállítási pátensek mentek szét a Királyi Magyarországon. A főurak és több egyházi méltóság 500-1200 zsoldost ajánlottak, Nádasdy 15 kompániát alakított, s jobbágyportánként 3–3 puskás gyalogost kellett kiállítani, teljes felszereltségben. A nemesség személy szerint egy lovast volt köteles kiállítani. A fizetéshez adót hajtottak be, vagy a már korábban is felajánlott kölcsönökből fedezték. Többek közt a cseh Joanelli családtól is szereztek hátralékokat.
A városok és vármegyék adományaiból fizetett, reguláris lovasság felállításába kezdtek, megszervezték az ellátást és komisszáriusokat küldtek ki, hogy a kihágásokat kivizsgálják és a rendeleteket betartassák. A zavargókat is igyekeztek csatasorba állítani a török ellen.
1664. február 15-én egy újabb hír jött, miszerint a franciák a hollandokkal és angolokkal együtt egy másik török elleni koalíciót alakítottak ki, így a kialakuló szövetségbe a oroszoktól kezdve a török uralom alatt álló népeket is csatlakoztatni próbálták, még a háborúban a szultán oldalán részt vevő román fejedelmeket is. Zrínyit egy ismeretlen arról tájékoztatta, hogy Nándorfehérvár vidékén a lakosság állítólag felkelésre készül. Wesselényi a vármegyékhez intézett dekrétumában egy nagy török elleni szövetséget ír le: „Fegyvert fogtak Istenes ligát és szövetséget tettek az egész kereszténységből álló nagy hatalmasságok.” Többen úgy vélték, hogy elérkezett a török kiűzésének ideje.
A magyarországi csapatok országos főparancsnoki hatáskörét a nádor a horvát bánra ruházta, amit Lippay érsek a császár előtt igyekezett elérni. A Haditanács befolyása a bel- és külpolitikára eddigre vitathatatlanul érvényesült, s számolni kellett a tartományokból mozgósítható erőkkel. Az udvari körök előtt megnőtt Zrínyi tekintélye, míg Porcia hercegének politikája – aki Zrínyi legfőbb ellenségének számított –, megbukott az eredménytelen tárgyalások és a szövevényes diplomáciai játékok miatt, amivel úgy hitték elkerülhetik a fegyveres összecsapásokat. Lipót mást nem tehetett már, hogy jóváhagyja Zrínyit a magyar–horvát csapatok élén, amit a bán csak a sikeres cselekvést biztosító feltételekkel vállalt el. Hogy ennek a kérésnek a császár eleget tegyen megbízta a nádort azzal a feladattal, hogy biztosítsa a katonaság ellátását, tartsa fenn a belső rendet, s ráhárult a felső-magyarországi, illetve erdélyi őrségek felügyelete és kezelése.

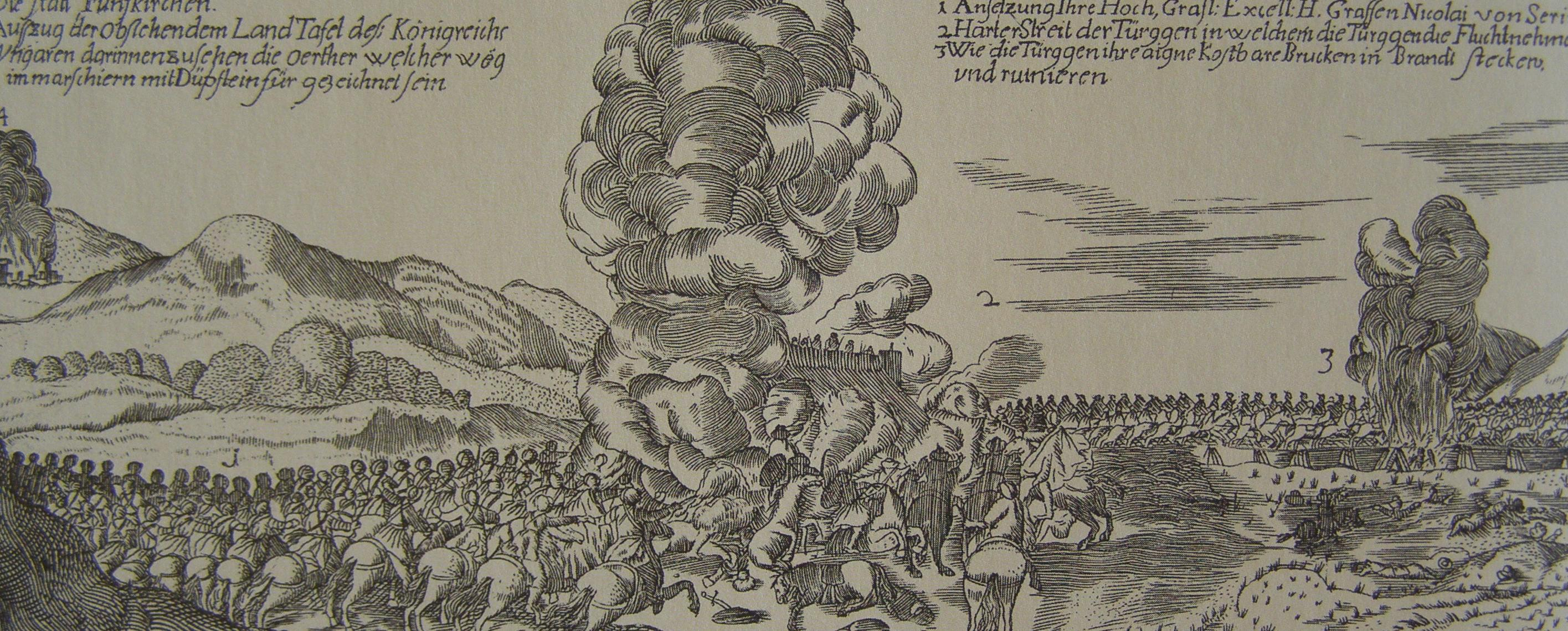
Az eszéki dráva híd elpusztítása

#### Az eszéki vagy téli hadjárat
1664. január 21-én a magyar és horvát csapatok, kihasználva a telet, amikor a török sereg nagyobb erőket nem tud bevetni, a Rajnai Szövetség erőivel Zrínyi és Hohenlohe vezetése alatt (összesen 24-25 ezer fő) benyomultak a Dél-Dunántúlra. Egy sor várat, mint Berzencét és Babócsát is bevették, ezután körülzárták Pécset január 28-án. Két nap múlva Zrínyi és Esterházy Pál a horvát–magyar lovasság élén előretört Eszékig, ahol a magyar és horvát hódoltság összeköttetését és az utánpótlást biztosító fontos eszéki híd állt a Dráván. A hidat két nap alatt csaknem teljesen porrá égették.
A hadjárat látványos sikerrel ért véget, amit Lipót is elismert és a francia uralkodó 10 ezer arannyal jutalmazta a bánt, míg a spanyol király az aranygyapjas rendet adományozta neki, s egész Európában híressé vált. Angol, német és francia lapok hirdették és dicsérték hadvezéri képességeit. A mainzi érsek és több olasz herceg haditettéért a horvát bánt kívánták látni az összes magyarországi had élén, s azt tervezték, hogy a birodalmi hercegek sorába választják meg.

#### Zrínyiújvár ostroma és bevétele
Mivel a török hadvezetés a tél miatt nem tudott komolyabb erőt bevetni, ezért is volt olyan sikeres az eszéki hadjárat.

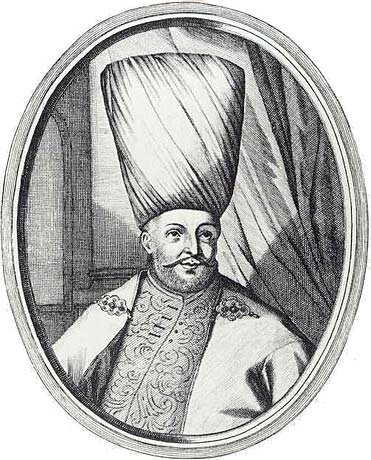
Köprülü Ahmed nagyvezír. Ő és atyja megállították egy időre a birodalom hanyatlását, de a kiváltó okokat nem tudták megszüntetni

A két hódoltság továbbra is el volt vágva. A keresztény sikerek hatására végleg felhagytak a vármegyék a meghódolás gondolatával. Hozzájárult ehhez az is, hogy a katolikus János Fülöp érsek szabad vallásgyakorlatot ígért a magyar protestánsoknak, amellé védelmet az erőszakos hittérítésektől.
János Fülöp március 10-én értesítette Lippay érseket, hogy a Rajnai Szövetség kibékítette Sándor pápát és a Napkirályt. Az egyházfő már csapatokat is indított Magyarországra, de ezek nem érkeztek meg a háború vége előtt.
A keresztény erőknél továbbiakban el kellett dönteni, hogy ki legyen a fővezér. Hosszas vita után megosztották a hadvezetést és a hadak élére Zrínyi illetve Montecuccoli került. A generálist a bán régebben is állandóan támadta, mert szerinte hadvezéri tehetségtelenségét akarta mentegetni és őt tette felelőssé az 1661-ben történt kilengésekért, s a nagyszőlősi vereségért is.
A hadműveletekben hosszabb szünet állt be, mert a Haditanács tétovázott, nem adott engedélyt Kanizsa ostromára. Ha mihamarabb megkezdték volna, akkor talán sikerült is volna bevenni, mert a török sereg még mindig telelőn volt és a várat elvágták a hódoltságtól az eszéki hadjáratban. A támadáshoz szükséges engedélyt mindössze márciusban adta ki a Haditanács, amely Zrínyi szerint már későn történt.
Az Udvari Haditanács tétovasága nem kizárólag rajta múlott. Regensburgban nehezen egyeztek meg a további haditervben. Kanizsa ostromát Montecuccoli hevesen ellenezte, részben a közte és Zrínyi közötti konfliktus miatt, de részben saját stratégiája okán is. Montecuccoli szerint a harc súlypontjának északon, Felső-Magyarországon kellett volna lennie, s a Dráva mentén és Kanizsa ellen csak kisebb erőket kellene bevetni. A főgenerális lemondással fenyegetett, ha tervét nem fogadják el. Zrínyi elképzelése ennek ellenére győzött, de a hadjárat nem indult el időben.
Zrínyi és von Hohenlohe vezetésével egy 20 600 főből álló keresztény had (7400 magyar és horvát, 7000 osztrák, 5000 rajnai és 1200 bajor) vonult Kanizsa felé. Április 21-én kezdték meg az ostromot, a haditanács által hozott megállapodás értelmében von Hohenlohe nyugatról, addig Pietro Strozzi generális és Zrínyi keletről közelítik meg az erősséget.
Az ostrom május 30-áig tartott. Amikor a keresztény vezetés döntő rohamra szánta rá magát, megjött Köprülü Ahmed háromszoros túlerőben levő felmentő hada, mert a nagyvezírnek az elpusztított eszéki híd helyébe sikerült hajóhidat csináltatnia a Dráván.
Az ostromló seregnek amúgy sem volt megfelelő számú tüzérsége és annak tűzereje is nagyon rossz volt. Ha Kanizsát bevették volna, akkor azzal egyensúlyt teremthetnek, miután Érsekújvár elveszett.
Zrínyiéknek volt egy elképzelésük, hogy a nagyvezír felmentő kísérletét külsősáncokkal próbálnák meggátolni, amely mögött védekezve fedezik az ostromot.
A hadsereg az éhezés és a lőszerhiány miatt demoralizálódni kezdett. A harcokban Strozzi megsebesült,  Hohenlohe pedig megbetegedett. A két generális a visszavonulás mellett volt, de Zrínyi folytatni akarta az ostromot, de nem tudott gátat szabni, hogy a szövetséges seregek az övéivel együtt visszavonuljanak.

#### Az udvar intrikái

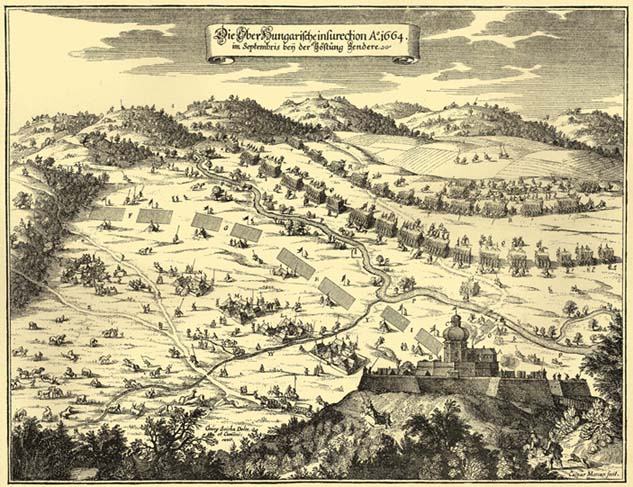
A szendrői magyar tábor 1664-ben, a hadiszemle idején. (Szicha György korabeli metszete)

Bécs olyan elhatározásra jutott, hogy de Souches kezébe adja a teljes északnyugati haderő parancsnokságát és védelmi háborúra rendezkedik be. Eképp teljhatalommal bízta meg Rottalt. A gyanú elaltatása érdekében Esterházy János alezredest már február 3-án a török végvári vonalak mögé küldték, hogy biztosítsa Zrínyit egy hátbatámadás esetén. De a nemesek nem ismerték el de Souches parancsnokságát, ezért a király nemesi felkelésre felszólító pátensének nem tettek eleget. A vallási viszályok ismét kirobbantak, s Rottal április 30-án újabb királyi instrukciót kapott, ha kell erővel lépjen fel az engedetlenkedő nemesekkel szemben. A királyi utasítás több szava igaz volt. Lipót fegyveres cselekvést indítványozta, mert ezzel lehet a kereszténység és Magyarország romlását megakadályozni, de szükségeltetnek átgondolt, s a belső viszonyokkal számláló intézkedések is.
A magyarok körében a tétovaság növekvő bizalmatlanságot keltett az udvarral szemben, majd eluralkodott a félelem, a zavar és fellángolt a belső viszály. Ezért János Fülöp protestánsok szabadságát biztosító kiáltványa nem hatott megnyugtatólag, s szakadatlanul ostromolták a mainzi érseket és a választók testületét biztosítékokért. Montecuccolival szemben is nagy volt a bizalmatlanság. A vármegyék szerint ha katonaságot toboroznának a számára, azzal nem a török, hanem épp fordítva, saját magyar honfitársaik ellen kellene harcolniuk, ugyanis több helyen az adók és a katonaság rablásai miatt zavargások törtek, ezért a császári parancsnokoknak a lázadók ellen is intézkedniük kellett.
1664 nyarán újabb bomlás állt be. A főurak mozgalma a török ellen, amelyet néhány konspiratív elem is átszőtt, a törvénytelenség határára sodródott. Többen távoztak a török elleni szövetségből, mint Barkóczy, Thököly és Csáky. A nádor igyekszik az egységet megteremteni. Kassán lecsillapítja az elégedetlenkedőket, felhasználva Zrínyi tekintélyét és Szendrőn hadszemlét hirdetet. Néhány főurat Rottalnak is sikerült lecsendesítenie ígéretekkel, s Nádasdy is megerősítette kapcsolatát az udvarral.
Regensburg azonban tudott Bécs háborúellenes lépéseiről. Jellemzően tükrözi ezt az is, hogy amikor Lipót János Fülöptől levelében szorgalmazza a birodalmi erőket, mert Köprülü Kanizsa felmentésére indult, közli emellé még levelében, hogy a Magyarországra bevonuló seregeket nem tudja élelmezni. Tiltakozik az ellen, hogy az osztrák tartományokban állomásozó birodalmi erők visszaéléseket követnek el, nem fizetik meg a rekvirálásból szerzett élelmiszert és takarmányt, de a császári hadsereg a magyar területen is hasonlóképp cselekszik, ahol a parasztok kötelezve vannak az ingyen porciózásra.
Álnok módon hamis hírek is terjengtek, hogy a magyarok „rendetlen”-nek, „megbízhatatlan”-ok és titkos törökbarát politikát folytatnak, ezzel a Napkirály bizalmát akarták megingatni a mainzi érsekkel szemben.
Az érsek június 11-én manifesztumban szólítja fel a vármegyéket, hogy hagyjanak fel a viszálykodással, vállaljanak készséges együttműködést Lipóttal és harcoljanak a török ellen, mert a koalíció válságban van.
Lipót méltányolta Apafi kapcsolatait a magyar főméltóságokkal és elrendelte, hogy titkos írással kezdjenek el levelezést Erdéllyel, de amíg az erdélyiek és a havasalföldiek a törökök ellen készültek, az udvar a Haditanács és Montecuccoli tudta nélkül már a békekötést szövegét fogalmazták.

#### Török előretörés
Bécs leváltotta a fővezéri posztjáról a bánt. A fiaskó nagy riadalmat keltett, mert a Drávánál álló török had Stájerországot fenyegette. A kialakult súlyos helyzetben tehát meg kellett indítani az északon harcoló haderő átcsoportosítását délre, a Dráva mentére, de a sereg élelemutánpótlása ezáltal megnyúlt, s az ilyen nagy létszámú sereg élelemmel való ellátását erre az időre nem készítették elő. Márpedig ha nincs élelem, a katonák az éhezéstől legyengülnek, s akkor nem lesznek képesek harcolni.

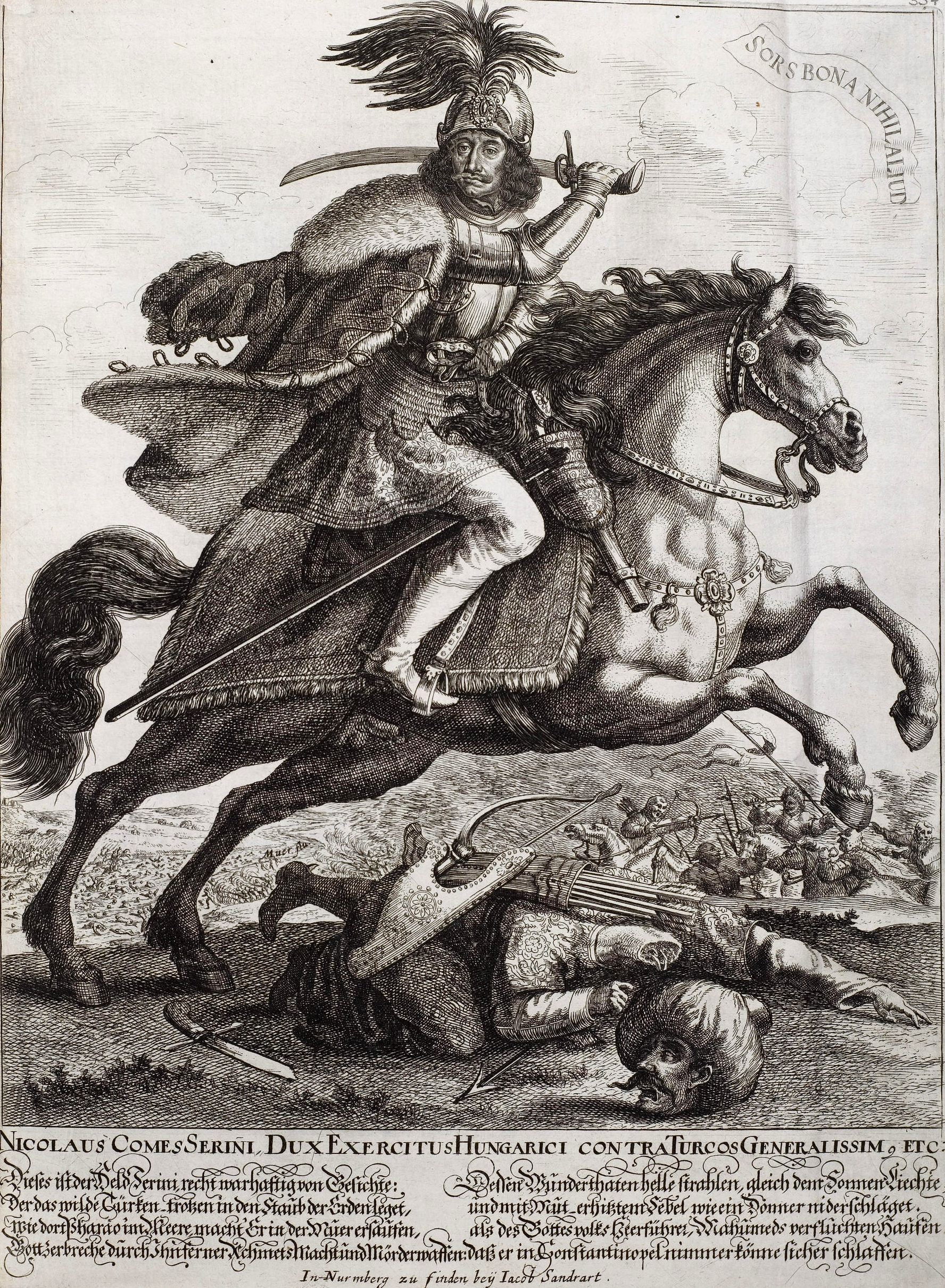
Zrínyi lóháton

Montecuccoli nem látta jónak a haderő átcsoportosítását, véleménye szerint a Dunánál kellett volna tartani, s Esztergomot visszafoglalni. Az udvar nem fogadta el javaslatát és a sereget háromfelé osztotta. A Dunához 17 ezer embert rendeltek, ezeket Zrínyi, Strozzi és Hohenlohe vezette, 8500 katonát bíztak de Souchess parancsnokságára, 12-13 katonát a várakba rendeltek, addig Montecuccoli hadereje a Mura mögé került. Az ilyen mértékű elosztástól a különféle pontokon álló, elégtelen létszámú seregekkel nem sok sikert lehetett volna elérni.
Közben XIV. Lajos a Jean de Coligny-Saligny vezetésével érkező francia hadak vezetését rábízta Hohenlohéra. A délre vonuló sereg haladása ezalatt lelassult, mert nem talált elég élelmet. Június 2-án a törökök ostromolni kezdték Zrínyiújvárat, amit 1500-1900, nagyobbrészt németekből álló katonaság védett Köprülü 60-70 ezer fős seregével szemben. A Muraközbe érkező Montecuccolit kétségbejtő állapotok fogadták. A sereg éhezett, alig volt ereje akár felmentő rohamra. Montecuccolinak az udvar parancsba adta, ne tegyen semmit a várért, de ha még akarta volna, akkor sem tudta volna felmenteni legyengült katonákkal, s rossz felszereléssel.
Az Udvari Haditáncs szerint a vár pusztán arra való, hogy biztosítsa a hadak összevonását, s nem szükséges a felmentése. Zrínyi tehát hiába sürgette, hogy tegyen valamit a várért a generális. A június 10-én tartott haditanácsban a többi parancsnok is ellene volt a felmentő támadásnak, mert nemcsak az élelmezési viszonyokat, de még a terepet is alkalmatlannak találták erre. Montecuccoli azt ajánlotta Zrínyinek egyik alkalommal, inkább adja fel a várat a törököknek.
Június 30-án Zrínyiújvár elesett és július 7-én felrobbantották. Zrínyi felháborodásában megvált hadaitól és Bécsbe távozott, Montecuccoli akárhogy könyörgött hozzá, nem maradt a fronton. Köprülü ezután Kanizsára húzódott vissza.
Mikor Zrínyi Bécsbe tért, az emberek valóságos diadalmenetben fogadták, s a szállásának számító előkelő palota előtt és hat héten át ünnepelték. A horvát bánnak az volt a célja, hogy a császár előtt érje el Montecuccoli elmozdítását. A szállásául szolgáló palota szomszédságában követségi szállások voltak, így közvetlenül tudott érintkezni a külföldi követekkel. Lipót Vilmos herceg, a pápai és a velencei követ Giovanni Sagredo, de leggyakrabban a franciák keresték föl. A királytól kért kihallgatást ellenben hiába várta, az udvar nem fogadta őt. Állandóan csak hitegették és Porcia hercege ezer arany „kárpótlást” küldött neki, talán azt vélve, ezzel megcsendesítheti.
Montecuccoli az adott helyzetben nem tudta felvenni a harcot a nagyvezírrel, ezért lassan hátrált nyugatnak Vas vármegyébe, átengedve a kezdeményezést a törököknek. A Mura vonalától nem kívánt teljesen eltávolodni, egy részt az utánpótlás szempontjából, más részt erről az útról is sebezhetőnek bizonyult a magyar–stájer határ.
A törökök nyugatnak indultak a Rába felé, hogy seregük onnan nyomuljék be Stájerországba és azon keresztül Bécsnek. A nagyvezír ekkora már megkapta az egyértelmű parancsot IV. Mehmed szultántól, hogy támadja meg a császári székhelyet.
Magyarországra Zrínyiújvár elestét követően már megérkeztek a birodalmi és francia seregek, akikre égető szükség volt a török sereg ellen, ami további erősítések után már százezer főre emelkedett.

#### A szentgotthárdi csata

A Napkirály. Lajos akárcsak elődei és a Valois királyok minden követ megmozgattak, hogy a Habsburgokat legyűrhessék és a teljes európai hegemóniát megszerezzék. Bár több ízben segítették a magyarokat a törökök ellen, hogy lekötelezzék Magyarországot Franciaország számára és később az osztrákok ellen használhassák fel

A Rába vonala képezte a fő akadályt, hogy a törökök betörhessenek Ausztriába. Seregükben utánpótlási gondok léptek fel, a magyar területen már nem akadt élelmiszer és takarmány. Montecuccoli is elhatározta, hogy itt vív döntő csatát a törökökkel, s Muraszombatból felfelé haladva Szentgotthárd és Körmend között vonta össze hadait, amelyhez már a francia csapatok is csatlakoztak, addig a Rajnai Szövetségből csak egy 900 fős német csapat volt a seregben.
Augusztus 1-jén a törökök mintegy jelentős számú, de élelmiszer- és takarmányhinnyal küszködő serege csatába szállt Szentgotthárdnál, az egykori szentgotthárdi apátság birtokán a Raimondo Montecuccoli vezette osztrák császári, német birodalmi és a Rajnai Szövetség német és francia katonákból álló hadseregével. Egyéb egységek után a keresztény had kb. 25-30 000 főt tett ki. A törökök a folyón egy ponton próbáltak átkelni, igaz csak augusztus 2-án akartak csapást mérni a keresztényekre. Több ellentámadást követően a keresztények vagy hétórás küzdelemben visszaszorították a törököket, akik a nem megfelelő terepen és némi taktikai vétségek során vereséget szenvedtek, s vagy 20 ezer halottat hagytak a csatatéren. Mohács (1526) és Mezőkeresztes (1596) óta ez volt az első nyílt ütközet nagy létszámú török fősereggel, amely nem annak győzelmével végződött. A Rába áradása és a hiányosságok miatt azonban Montecuccoli nem gondolhatott üldözésre.
Közben északon de Souches is jó pár győzelmet aratott és visszafoglalta Lévát is (lásd:Léva ostroma).
A szentgotthárdi diadal híre bejárta Európát és mindenütt kitörő örömmel fogadták. A Napkirály egy újabb négyezer fős sereget indított útnak Magyarországra. De Souches körülzárta Érsekújvárt, s utasítást kért Montecuccolitól a magyar haderő felhasználására is. Augusztus 16-án Pozsonyban az Udvari Haditanács, a német fejedelmek, a Rajnai Szövetség, a magyar haderők vezérei és Montecuccoli megállapodtak, hogy a nehézségek ellenére folytatják a harcot. Augusztus 29-én már Apafi is levélben üdvözölte a győzelmet.
A fegyverek még szeptember második feléig nem hallgattak el. Köprülü Sümeg ellen intézett sikertelen támadása után a körülzárt Érsekújvár felmentésére készült.
A szentgotthárdi csata után Stájerország, Morvaország lakói, a lengyelek, moldvaiak és franciák úgy vélték, elérkezett a nagy támadó háború ideje, s az oszmán hatalom napjai meg vannak számlálva. Még alig néhány sejtették, hogy a háborúnak hivatalosan már rég vége szakadt.

## A háború befejezése: a vasvári béke
Nem sokkal a szentgotthárdi győzelem után végig a török táborban tartózkodó Reniger császári megbízott utasítást kapott Bécsből, hogy tárgyaljon a nagyvezírrel a békekötésről. Vasváron, Vas vármegye akkori székhelyén folytak az eszmecserék, igaz az egész konfliktus ideje alatt fennállt a békéről szóló kérdés a két fél között és a Habsburg Birodalom volt az aki annyira kívánta a megkötést. Köprülü a béke szentesítésének első és fő feltételét abban látta, ha Zrínyiújvárt soha többé nem építik újjá, mert ez volt a háború ürügye. Célját sikerült is elérnie, de a békére nekik is égető szükség volt, mert a szentgotthárdi vereség miatt romlottak esélyei korábbi hódításainak megtartására. A vasvári béke a török kezében hagyta mind Váradot, mind Érsekújvárt és más szerzeményeket, azonkívül a törököknek számos engedményt tettek, mint például azt, hogy továbbra is adóztathatja azokat a falvakat, amiket a háború idején az oda benyomuló csapatok rákényszerítettek és defterbe írtak. A kedvezőtlen feltételek elfogadásával úgy tűnt, mintha a Habsburg Birodalom olyan katasztrofális vereséget szenvedett volna, amivel ilyen számára (de valójában Magyarország számára) előnytelen pontokat rá lehetett kényszeríteni. A törökök és a Habsburgok abban is megállapodtak, hogy nem támogatja egyikük se a magyarokat és tájékoztatni fogják egymást a tevékenységeikről. Akárha szövetséget kötöttek volna egymással Magyarország ellen! Néhányan, mint Nádasdy tudtak ekkor már a békéről.
Mivel Bécsben számoltak az egyezség óriási visszhangjával, ezért igyekeztek eltitkolni. Montecuccoli szeptember 27-én még haditanácsot tartott, hogy a további hadműveletek stratégiáját kidolgozhassa. Európa ünnepelte a győzelmet, de végül hihetetlen módon felháborodott, amikor az Udvar nyilvánosságra hozta a békét és azok pontjait. A béke többszörösen nagyobb indulatokat kavart, mint amire Lipót számított. Magyarországon hihetetlen méretű tiltakozási hullám söpört végig. Erdélyben is óriási megrökönyödéssel fogadták a hírt. Nagy áldozatokkal megszerzett győzelmek után most mindezek értelmetlenek maradtak. A vármegyék és a nádor is erélyesen tiltakozott, mellyel egybekapcsolódott ezzel a szomszédos országok tiltakozása és elkeseredettsége is.

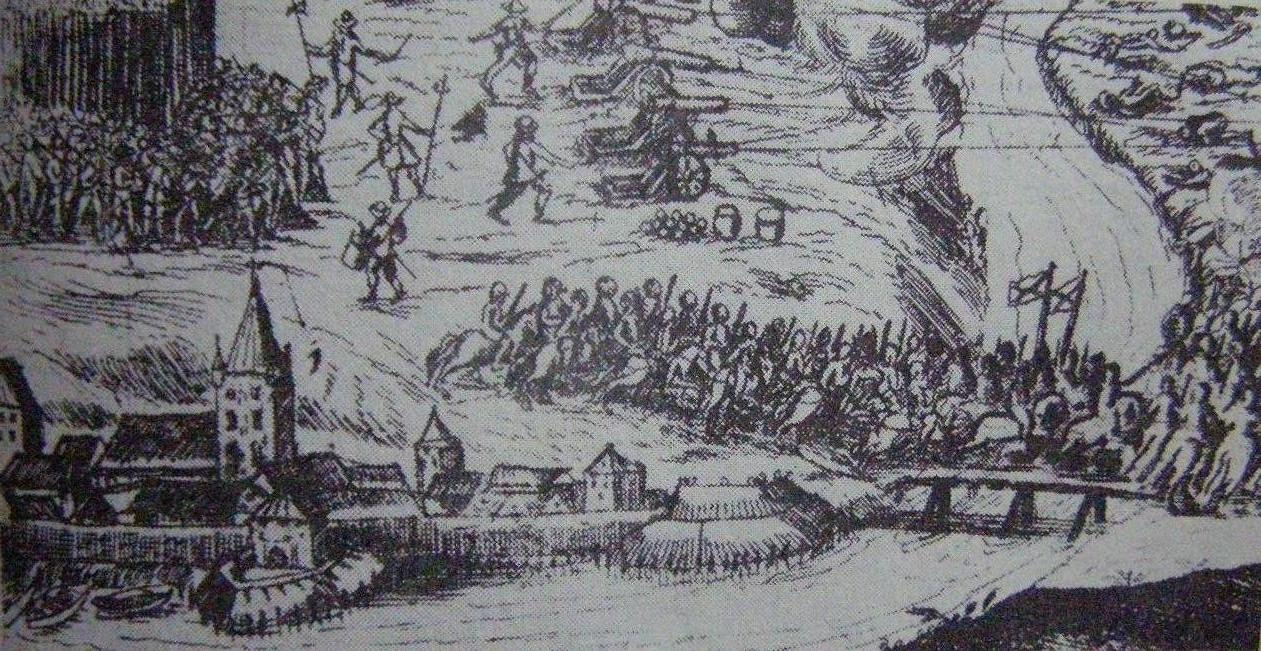
Az 1664-es szentgotthárdi csata

A béke megkötése alaposan csorbított a Habsburgok európai tekintélyén és diplomáciai, valamint belpolitikai válságot idézett elő. A béke kizárólag csak Magyarországra nézve volt előnytelen, aminek területébe a hódoltság már hatalmas ékként hasított bele. Súlyos külső és belső okok, a dinasztia európai hatalmi érdekei és az arisztokrácia közvetlen igényei voltak az okai annak, hogy Bécs mindezt meg merte tenni. A magyarok a franciabarát Rajnai Szövetséggel léptek szövetségre és a franciáknál is támogatást kerestek. A Habsburg Birodalom és Franciaország között több mint egy évszázada csak feszülő ellentétek ekkor sem csillapodtak, s Bécsben úgy véltek a magyarok és a franciák közti jó viszony a dinasztia, ill. Spanyolország megdöntésére összpontosul. Spanyolország és Ausztria a vesztfáliai béke után elég gyenge pozíciót tarthatott meg Franciaországgal szemben, amit foggal-körömmel kellett megvédenie, s megerősítenie. Emellé a franciák sikerrel kezdték a háborút, amit a Habsburgok féltékenyen figyeltek, s a franciák csalárd politikával mindig ki akarták használni a birodalmon belüli elégedetlenségeket, hogy ősi ellenfelüket gyengíthessék. Most sem történt másképp. Némileg érthető tehát, hogy az udvar mereven elzárkózott attól a gondolattól, hogy Franciaország is törökellenes szövetséges legyen. Ha valóban bekövetkezett volna, hogy Magyarország felszabadítását a magyarok, franciák és rajnaiak vezetnének, akkor az nagy politikai és anyagi veszteséggel járhatott volna. A Habsburgok tisztában voltak azzal, hogy a Török Birodalom területei nagy anyagi lehetőségeket jelentenek, de ezt 1664-ben nem ők szerezhették volna meg. A háború költséges volt abból a szempontból nézve, hogy az udvari kincstárnak nem voltak megfelelő pénztartalékai. Az államgépezet rosszul szervezettsége és a diplomácia is sokba került, ugyanakkor az udvar fényűzése és a nagyhatalmi reprezentáció nyelte a pénzt.
Bécs a török kereskedelmet is kezébe akarta ragadni, amit a franciáknak a 16. században sikerült is megszerezniük. Miután a török–francia kereskedelmi szerződést felbontatták a franciáknak még maradtak első rangú kedvezményeik, de az osztrákok is számos előnyhöz jutottak, ami kecsegtetett sikerrel.
A franciák őszinte felzúdulásuk mellett, most arra törekedtek, hogy ezt a maguk javára fordítsák. Porcia hercege megpróbálta olyan hazugsággal a francia követet Jacques Gremonville-t a magyarok ellen fordítani, hogy a magyar állhatatlanság vezetett a háborúhoz, s miután a magyarok nem akartak harcolni, Lipót átengedte Váradot és Érsekújvárt Mehmed szultánnak, amivel sakkban tartva őket, meggátolhatja elszakadásukat. A francia vélemény azonban védelmébe vette a magyarokat és nagy szégyennek ítélte a vasvári békét. A franciák remélték, hogy Zrínyi fel fog lázadni és valószínűleg a magyarok szívesebben látnák a trónon a Napkirályt.
Lipót hosszú időn át bírálatokat kapott, amelyekben mind azonos gondolatkörben szóltak. Több ország érdekeit megsértette a császár, akik részt vettek a koalícióban, pénzt és emberi életet áldoztak és a haditerveket dolgozták ki. Annak ellenére, hogy tekintélyes részüket vették ki a háborúból Lipót véleményük kikérése nélkül zárta le háborút és mindezt eltitkolta előlük. Másrészt Lipót összeomlasztott egy évtizedek óta készülő, komoly energiával járó, nagy erőket megmozgató nemzetközi szövetséget. Ezzel a császár biztos, hogy tisztában volt, de hatalma féltése és féltékenysége erősebbnek bizonyult mint a közös érdek.
Azok is akik békepártiak voltak, de a béke feladatának az európai hatalmi egyensúly és az országok közti nyugalom garanciális megteremtését óhajtották, szintén csak látszatbékének ítélték a vasvári békét, mert két évtizedre tartósította a hódoltság határán szakadatlanul zajló állóháborút és hosszú időre eltolta az európai török hatalom visszaszorítását, valamint a magyar viszonyok rendezését. Lipót nemcsak az ún. „keresztény szolidaritást” tagadta meg, hanem dinasztikus és gazdasági érdekei számára a pogány törököknél keresett támaszt a „legkatolikusabb” uralkodó, mert még mindig úgy látták, hogy szükséges az ő szerepe is ebben a háborúban.
Velence is különösen tartott a béke által megteremtett helyzettől. Zrínyiújvárt lerombolták, a Muraköz védelmi rendszere is romokban hevert, akárcsak a Dráva melléké, s a török hadsereg előtt már nem állt különösebb akadály, hogy a tengeri köztársaság székhelyét megtámadja. A balkáni népek felszabadítása is beláthatatlan időre halasztódott el.
Magyarországon a nagy tiltakozás ellenére még ekkor is éledni látszottak a személyes viszálykodásokat. Lippay ugyanis Nádasdyt a béke megkötése részesének tekintette. De „az békesség ellen kicsiny és nagy rend, mint szájokból kifér becstelenül szólnak.” – mondja Wesselényi. Különféle jelzőkkel illették az emberek a vasvári békét és a kassai gyűlés is elítélte. Boldvai Márton székelyhídi kapitány levelében kifejezi a végvári vitézek keservét, akik régóta gürcölnek a török betörései ellen. „alázatos főhajtásra szenvedi a két hatalmas monarcha végzését, de immáron ha Székelyhíd Váraddal együtt odalett, „édes vitéz fia” török rabságban sínylődik, ő maga bujdosó állapotba jutott.”
Apafi akkor értesült a békéről, amikor kancellárját, Teleki Mihályt Bécsbe küldte követnek. A béke Erdélyt szűk határok közé szorította és fejlett területeket, valamint jelentős várakat vesztett el. Az ország területébe ugyancsak mélyen behatolt a török hódoltság és a kereskedelmi utak biztonságosan csak Lengyelországon át jutottak volna nyugatra.

### Az Oszmán Birodalom és Magyarország a háború után
A törökök a béke megkötését követően ismét a velenceiekkel és szövetségeseikkel vívott kandiai háború felé fordították figyelmüket, amit 1669-ben lezártak: Krétát elfoglalták, és a Velencei Köztársaság már nem számított meghatározó hatalomnak a Földközi- és az Adriai-tengeren. A Habsburgokkal kötött béke, elvileg 1684-ig érvényben kellett, hogy maradjon, melyet állandóan csak erősítgetett I. Lipót.
1672-ben Lengyelország ellen kezdett háborúba a török, elfoglalta Podóliát és Ukrajna egyes részeit, ezzel elérte eddig legnagyobb kiterjedését. Ettől kezdve már csak területvesztés jellemezte, első ízben a lengyelek foglalták vissza alig egy év múlva az elvett ukrán területeket.
Köprülü Ahemd halála után megint feléledtek a belső bajok, s a birodalom újból a hanyatlás útjára lépett. Ezt később a törökök úgy próbálták ellensúlyozni, hogy újból (és egyben utoljára) Bécs meghódítására indultak, ahol mint tudjuk, katasztrofális vereséget szenvedtek.

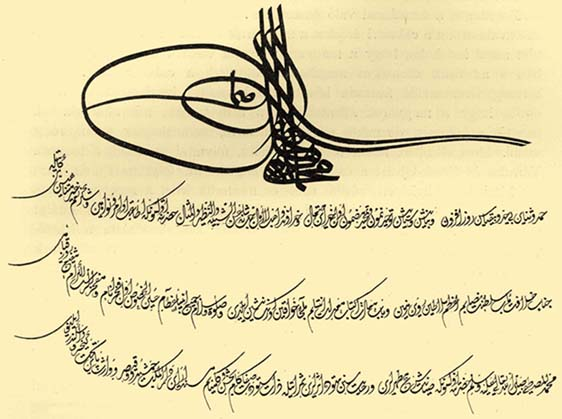
A vasvári béke okiratának kezdő sorai török nyelven

Magyarországnak még sokáig szembesülnie kellett a béke okozta hatalmas traumával. Gazdaságilag is káros rá nézve, akárcsak Erdélyre, mert az itteni lengyel–magyar kereskedelmi utakat veszélyeztették a törökök és az ellenségnek átengedett területeket tovább szigetelték el Erdélyt a Királyi Magyarországtól. Felvetődött a kérdés, hogy mivel a Habsburg Birodalomra sem lehet számítani, Erdély és Magyarország vajon elég erős lehetne a török kiűzésére.
A nagy muzulmán birodalom 1648 és 1664 között kemény válságokat élt meg, igaz még mindig volt akkora ereje és a Köprülükben annyi erély, hogy hathatós belső reformokra legyen képes. A vasvári békében adott lehetőségek birtokában magyarországi támaszpontjait meg tudja erősíteni, Magyarországon és Erdélyben 1648 után komoly belső bajokkal bír és társadalma megosztott a vagyoni és vallási különbségek miatt. Az ország katonasága nagyon leromlott, sok vitéz szélnek eresztettek, így ők bujdosónak álltak be, vagy pedig úrbéresek lettek.
Erdély jóllehet elbukott, de olyan szoros együttműködés kezdett kialakulni közte és a Királyi Magyarország között mint még soha. 1650-es–60-as években erős volt az eszmei tudatosság. Irodalmi művek, mint Zrínyi művei fogalmazzák meg a régi történelmi hagyományokkal egységben az ország történelmi feladatát.
1664 utáni időszakban már viszonylagos csend uralkodott a végeken. A megterhelések ellenére Magyarországnak jutott a birodalom fejlődéséből. A döntő támadásra felkészülő török hatalom szomszédsága pedig a megnövekedett belső ellentétek viszonyai között is meglehetős kohéziós erővel hatott. Minden nehézség ellenére a magyar politika eljutott ahhoz, hogy állami szinten vegye ki a részét a török kiűzéséből és az ország egyesítéséből. Zrínyi mozgalma a magyar politikai megújulási képességét példázva bizonyította, hogy még egy rendi szerkezetű országban is képesek önmaguk megszervezésére a politikusok. A kudarcért nem tehetők kizárólagos felelőssé a magyarok közt nem ritka pártoskodások és más személyes ellentétek. Minthogy a török kérdés ügye túllépi a nemzet határait, a vállalkozás balsikere az európai hatalmi viszonyok ellentétére vezethető vissza, mint amilyen a francia–habsburg, vagy francia–spanyol ellentét.
Ennek tetejébe az 1663-ban még elhanyagolt állapotú ország tetemes részt vállalt a háborúból, s ez is bizonyította a magyarok rátermettségét.
De a vasvári béke az ország fejlődésében és pozíciószerzésében sok időt vett el. Eddig a magyar politikusok törvényes mezőben küzdöttek céljukért, az ország egyesítéséért, európai kapcsolatokkal és növekvő esélyekkel. A Habsburg–török béke miatt törvénytelenségbe szorult. Habár a Zrínyi által elképzelt nagy török elleni szövetség 1684-re megalakul, de a magyar politika nem kap benne akkora teret.

## Az összeesküvés kibontakozása
A vasvári béke megkötése, valamint a szövetséges hadak túlkapásai miatt 1664 őszén ismét zavargások ütöttek ki az ország több pontján. A háború befejezését követően a törökök folytatták a községek, mezővárosok és kisebb városok hódoltatását és a tatár lovasság is még szórványosan pusztított.
Az idegen katonaság ellen a parasztság fegyvert fogott, s több végvárban zendülés tört ki a várkatonaság részéről, akik nem bírták megemészteni azt a tudatot, hogy a háborút ily dicstelen módon zárták le. Az északnyugati országrészben, főleg a határszéli vidékeken, ahol egész eddig teljes nyugalom honolt, most a legsúlyosabb paraszt- és katonamozgalmak indultak.
Az északkeleti vármegyék és fenyegetőztek, hogy külön királyt választva önálló államban szakadnak ki a Királyi Magyarországtól és azzal együtt a Habsburg Császárságtól is, s meghódolnak IV. Mehmednek, míg a nyugati vármegyék nyíltan a franciákat éltették és hozzájuk akartak csatlakozni.

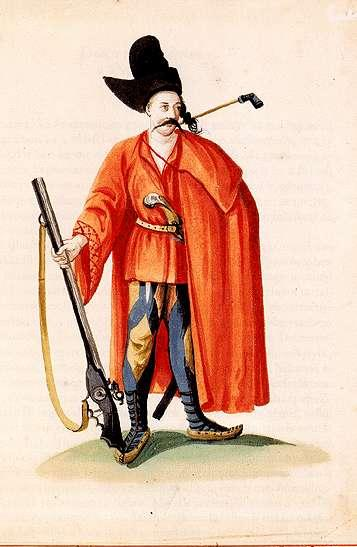
Talpas katona képe a 17. századi Erdélyi viselet kódex-ből

A helyzet súlyossága miatt a Habsburg kormányzat sürgősen országgyűlést hívott volna össze, de már az előkészítő megbeszélésen a főméltóságok megtagadták a részvételt. A külföldi követségek úgy elemezték a magyarországi forrongásokat, hogy előbb vagy utóbb az egész országra kiterjedő fegyveres felkeléssé fognak változni, melynek vezetőjét egyetértően Zrínyi Miklósban látták.
Zrínyi Miklós augusztus 21-én tért vissza Csáktornyára, s eddigi politikájának alapos átváltoztatására készült a vasvári béke után. Mélységes harag és keserűség fogta el a béke miatt, aminek tragikumát történelmi dimenziókban fogta fel, s ő tudta legjobban ezzel mi veszett el, épp ezért minden oka megvolt, hogy felkelést robbantson ki. Híveivel alaposan körültekintette a helyzetet és megkezdték egy Habsburg-ellenes felkelés előkészítését. Zrínyi szerint „a császáriak a törökkel már csak egyek” meg kell hát szabadítani Magyarországot és Horvátországot mind az osztrákoktól, mind a törököktől. Az általa írt Elmélkedés, ami közvetlenül a béke megkötése után született, a helyes politika kialakításának módozatain tekint végig és alaposan számot vett a lehetőségekkel.
A vasvári béke után kétségtelenül világossá lett, hogy micsoda tarthatatlan helyzetben van a magyar és horvát állam a Habsburg Birodalomban, s pusztulás szélére jutott. Zrínyi számba veszi a gazdasági, politikai és külpolitikai tényeket, s nem elemzi a gyenge kormányzás, a törvénytelenségek, a vallási sérelmek és a császári katonaság bevonulásának részletkérdéseit. Részletesen foglalkozik a Habsburgok magyarországi gazdaságpolitikájával, amely rendkívül helytelen, ugyanis elherdálják az ország jövedelmeit. A Magyar Kamarát az Udvari Kamarába olvasztották, a kereskedelmet monopolizálták és kivették az ország lakosainak kezéből és bányakincsek is külföldre kerülnek, melynek haszna szintén külföldiekre száll.
A rendi állam elavult, a magyar országgyűlések és más régi hatalmi szervek legtöbbje megszűnt, a többi alkalmatlan a kormányzásra. Ami igazán súlyos, hogy az állam a szomszédaitól kezd elszigetelődni, s elidegenedni, amely együtt jár a szomszédos államokkal való viszálykodással.
De a legfőbb sérelem a vasvári béke, „a gyalázatos békesség.” Ez ami Magyarországot a pusztulás szélére sodorta. De van e kiút ebből a válságból? Habár sok érv szól a fegyveres felkelés mellett, de még annál is több ellene. A magyarok és a horvátok készek fellázadni, a vasvári béke után már teljesen a Habsburgok ellen hangolódtak, s ehhez a szomszédos országok is csatlakoznának, azonkívül – írja Zrínyi –, Bécs ellenségei „cselekedetinket látván örömmel követnének.” De mégsem lehet erre az útra lépni, mert a felkelésnek nincs megfelelő háttere. A magyar katonaság nem vállalna hosszabb háborút, s a magyar csapatok nincsenek annyira kiképezve, illetve fegyelemhez szokva. A fegyverrel és porcióval való ellátás, valamint a pénzbeli források sem állnak szilárd alapokon és még a legalapvetőbb politikai feltételek sem adatnak meg. A magyar nemesség ostoba módon annyira maradi, fukar és konok, hogy nem hajlandó ősi jogainak egy részét feladni és saját vagyonából áldozni. Azonkívül ott van azon osztrák–török egyezség, ami a vasvári békében is foglalva volt, hogy a magyarok mozgolódásai ellen segítséget adnak egymásnak.
Zrínyi sokkal mélyebbre tekint, mint a külföldi figyelők, akik csak a tüneteket látják, ami a felkelést eredményezheti, de ez nem következhet be az előfeltételek nélkül. Így azonnal fegyverrel nem lehetett felelni a magyarok és a többi szövetséges ország tudta, s beleegyezése nélkül kötött vasvári békére.
Velence korábban pénzbeli támogatást is kilátásba helyezett. Zrínyi ellenben nem bízott sem a francia, sem a velencei segítségben, de a törökhöz sem akart fordulni, akivel október közepén még kisebb harcokat vívott. A Oszmán Birodalomtól való dotáció még csak végső megoldásként sem jöhetett szóba, s egy ilyen elgondolást megszámlálhatatlan érv képes megsemmisíteni. Nemcsak a kereszténységtől való elidegenedést jelentené, amivel kiesne Magyarország és Horvátország az európai politikai közösségből. Bécs és Konstantinápoly, egymást készek segíteni a magyarok ellen, a török pedig minden bizonnyal elárulná a magyarokat. Azonkívül ismeretes, hogy a törökök vazallusaikkal miként bánnak, a török és tatár portyák ott is rendszeresek, amit az adott országnak el kell tűrnie. A török rablógazdálkodás teljesen tönkretette a meghódított területeket és a hűbéreseket mindenféle, akár távoli területeken vívott háborúba belerángatták. Már a 14. században legnagyobb példája volt ennek Szerbia. A törökök miután leigázták a szerbeket, meghódoltatták és az ország fejedelme a török szultán hűbérese lett. Mikor a birodalmat Közép-Ázsia messzi sztyeppéiről és a Távol-Keletről érkezett mongol lovashordák akarták meghódítani, a törökök szerb katonák tömegeit hurcolták át a Boszporuszon és küldték harcolni Kis-Ázsia sivatagos pusztaságába.

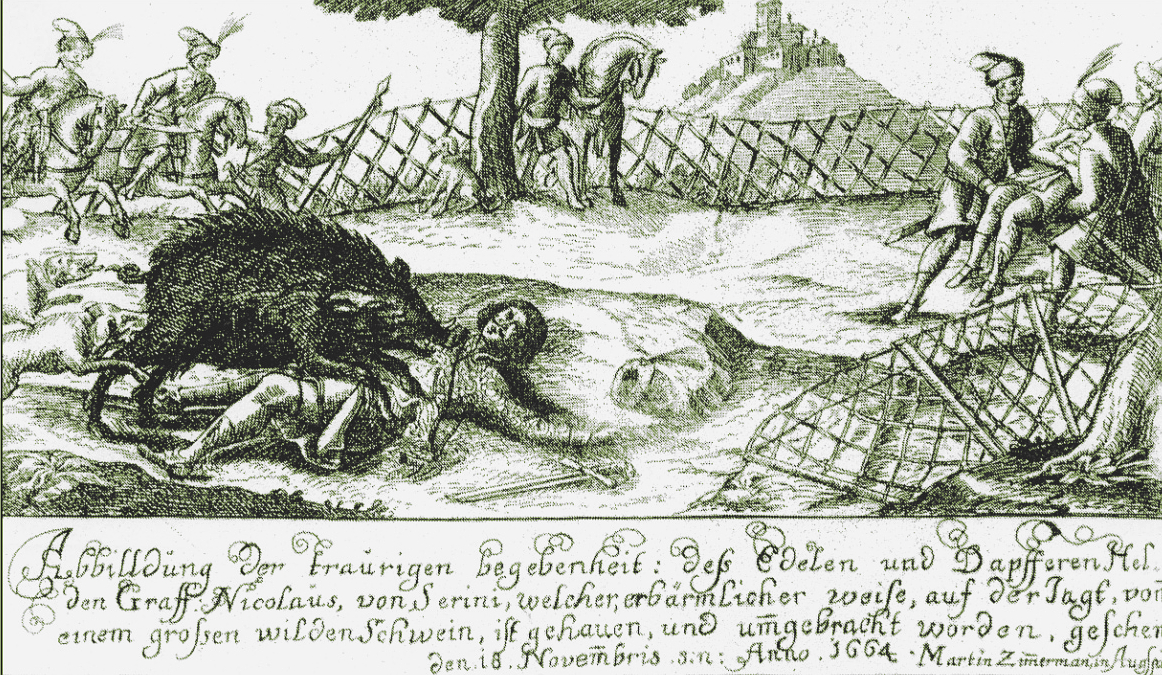
Zrínyi halála Csáktornya mellett. Korabeli részmetszet

A franciákkal szemben a magyar politikusok részéről sok volt a fenntartás, leginkább a Rajnai Szövetségre és az egyes német fejedelemségekre lehetett volna építeni. De a németek és franciák meglehetős távolságra vannak Magyarországtól, ezért mindenekelőtt a királyságnak legszorosabbra közvetlen szomszédaival kell szorosabbra fűzni kapcsolatát, kiváltképp Lengyelországgal, azonkívül Stájerországgal, Sziléziával, Morvaországgal, Moldvával és Havasalfölddel, mert a szomszéd országok „bizonyosan confoederatioba szállnának velünk.” Közös parlamentet alkothatnának, de az ezzel járó nehézségekkel is számol Zrínyi, ennél azonban előbbrevaló az a tény, hogy csakis együttesen indíthatnak szervezkedést. Ennek tekintetében nagy hangsúlyt fektetett Erdélyre, mert ilyen konföderáció fűzné szorosabbra Erdély, Magyarország és Horvátország viszonyát. Az összefogás célját a török kiűzése alkotná, ami a János Fülöp szervezte nemzetközi segítséggel folyna.
A legalapvetőbb feltétel a magyar társadalmi reform. Zrínyi védelmébe veszi a jobbágyságot, ami a reguláris haderőnek alapja lehet, s ennek anyagi fedezete a nemesség adófizetéséből is állna. A belső provinciális, patrikuláris és privát ellentéteteket fel kell számolni, s azokat, amiket vallási üggyel próbálnák palástolni, szigorúan meg kell büntetni. Utat engedne amellé a nem kiváltságosok, hogy a kereskedelembe bekapcsolódjanak, ezzel a monopóliumokat szüntetné meg.
Zrínyi nem volt egyedül. Wesselényinek több teóriája az államszervezetről és 1663–64 között tett intézkedései is sok mindenben egybevágnak az Elmélkedés elképzeléseivel.
Az Elmélkedés a Habsburg-ellenes felkelést is önpusztításnak ítéli, ehelyett fegyelmezett belső megújulás és átgondolt politika kell, amely épít a szomszéd országokra. Egyetlen cél a magyar államiság megőrzése lehet, így elkerülhető a törökbarátság. Mindez megtörténhet, ha képes a magyarság a reformálásra. Zrínyi vállalta ezt a nehéz munkát, még akkor is ha két ellenség közé volt szorítva.
A bán hozzálátott már szeptemberben, hogy megnyerje magának a leghatalmasabb főurakat. De Wesselényi figyelmeztette ugyanakkor Zrínyit, mert a Habsburg udvar számít mindenre és a legkisebb mozgolódásra is felfigyel.
A kapcsolatokat kerestek a mainzi érsekkel, de Coligny francia parancsnok helyettesével de Guitry márkival és Grémonville követtel. Zrínyi Péter felesége, Frangepán Katalin a velencei francia követet Pierre de Bonsyt Béziers püspökét is külön értesítette.
Csáktornyán de Coligny és Apafi megbízásából Bethlen Miklós is jelen volt, aki előzőleg járt Thököly Istvánnál, Lippay érseknél, Vitnyédinél, s Grémonville-nél, hogy kipuhatolja a szervezkedést és tájékoztassa a fejedelmet.
Az erdélyiekkel, a románokkal és a lengyelekkel még mindig jó volt a kapcsolatuk, számítottak Stájerország és Morvaország rendjeire, s szorosodott az összeköttetés Velencével is. Szervezkedésükbe még I. Rákóczi Ferencet is bevonták.
Közben lábra kaptak olyan híresztelések, miszerint Zrínyi különbékét kötött a törökökkel, hogy a Habsburgok ellen fordulhasson, ami komoly félelemmel töltötte el a császárt.

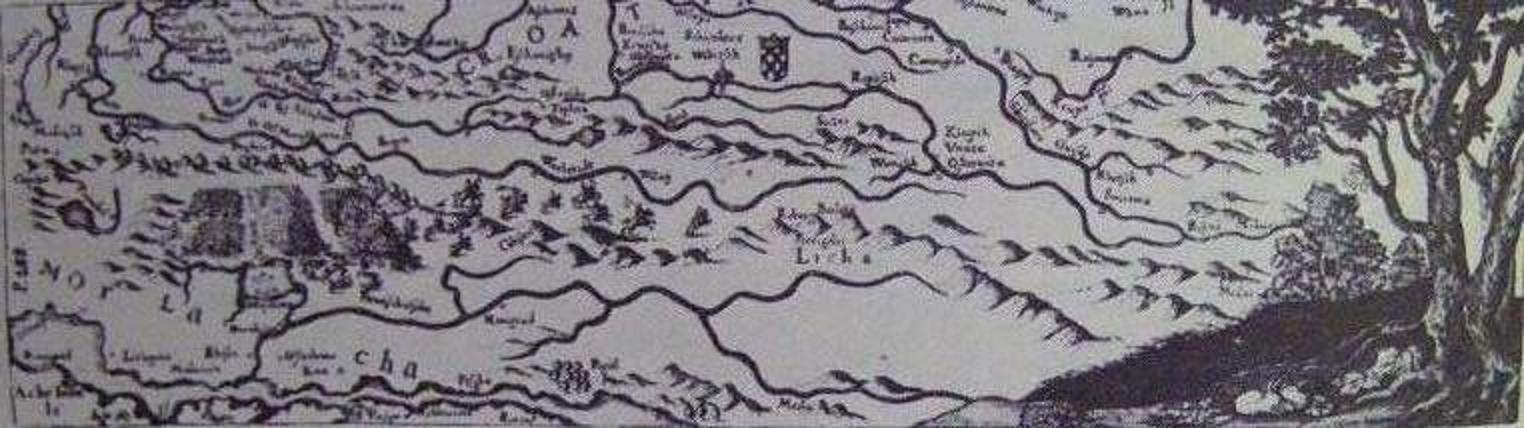
Zrínyi Péter legyőzi a törököket Horvátországban 1663. október 16-án

A Napkirály 1664 őszén még latolgatta, hogy milyen biztosíték alapján szánhatja el magát a magyar és horvát szervezkedők támogatására.
Elsődlegesen anyagiak kellettek a szervezkedésre, de Zrínyiék nem számíthattak Velence pénzbeli segítségére még akkor sem, ha azt a tengeri köztársaság többször megígérte. Ez az ország ösztönzött leginkább a fegyverragadásra.
De a magyar–horvát hadsereg valamennyi ezredét a háború után leszerelték, viszont a Királyi Magyarország területen negyvenezer reguláris császári–birodalmi katona, valamint a hódoltságban az oszmán hadsereg állomásozott, ami támogatta volna egymást nagyobb megmozdulás esetén. Zrínyi tízezernél több katonát nem tudott volna fegyverbe állítani, ezért sokszoros biztosítékot akart, s ki kellett kerülnie, hogy a magyar mozgalom csupán a francia, török, vagy épp velencei érdekeknek legyen alárendelve, de akkor sem hanyagolhatta el a velencei és francia segítséget. De Bonsy november 15-én tájékoztatása szerint a dalmáciai Zrínyi birtokok, néhány kikötő mint Buccari (Bakar), s Horvátország szolgálhatna támaszpontul nemcsak egy Habsburg-ellenes lázadásnak, hanem még egy újabb török elleni offenzívának is. Zrínyi és testvére memorandumukban azt kérték XIV. Lajostól, hogy ideszállítsák a francia segédcsapatokat.
A Napkirály eddigre már nem nagyon bízott a vállalkozás sikerében, amiben mindössze egy Habsburgokat nyugtalanító lázadást látott már csak. Zrínyiék feltehetőleg megkísérelték azzal is megnyerni a királyt, hogy a magyar koronát csillogtatták meg előtte. Eddigi munkálatai is azt mutatják már, hogy Zrínyi a felkelés mielőbbi kirobbantásán fáradozott.
Hogy az Udvar egyáltalán tudott e a szervezkedésről ekkor, az még kérdés. Az ellenben bizonyos, tartottak attól, hogy Zrínyi felkelést robbant ki, amit táplált még az a gondolat, hogy magát fogja királlyá koronáztatni. November 24-ére a császárvárosba rendelték a főméltóságokat, hogy a felkelésre készülőket valamiképp leszereljék. Mielőtt azonban erre sor került volna, váratlan és tragikus esemény történt.
Zrínyi Csáktornya mellett, Kursanecban vadászott november 18-án Bethlen Miklóssal, Zichy Istvánnal és Vitnyédi Istvánnal. Később egyedül elindult az erdőbe, hogy egy megsebzett vadkannal végezhessék, de nem tért vissza. Nem sokkal ezután holtan találtak rá, szemtanú nem volt, így nem lehet tudni, hogy valóban az állat végzett vele, vagy pedig idegenkezűség van a dologban. Egész Európa úgy vélte, remek politikust vesztett el. Magyarországon mélységes volt a gyász, s megszámlálhatatlan magyar, francia, német és olasz költemény íródott a török Európai kiverésére készülő hős siratására.
Zrínyi vitathatatlanul nagyszerű, aktív és előrelátó politikus volt. Rugalmas egyéniség, aki a drasztikusan megváltozott helyzetekben rögvest képes volt új válaszokra, s reálpolitikáját áthatotta az erkölcsi felelősség. Jól tudta, hogy micsoda akadályok vannak előtte belülről és kívülről egyaránt, ezeket pedig a legnagyobb gonddal kell megoldania. A magyar történelem eme válságos pillanatában kellett meghalnia. Ha ez nem történik meg, talán talpraállította volna a Mohács óta elbukott országot, s új rendszert alakíthatott volna ki. Testvérének unokája, II. Rákóczi Ferenc kísérli később megvalósítani konföderációs elképzeléseit.
Korának talán legrobbanékonyabb egyénisége volt Zrínyi Miklós, de gyakorlati politikájának nem kis akadályaira, a nagy terveket meghiúsító erőkre a maga igazának hitével és a megvalósító értelemnek nyugalmával tekintett: „sokra tanít az üdő, az hova eszünk mastan nem ér.”
Bécsben november 25-én a kormányzat igyekezett kimagyarázni magát a magyar rendek előtt, hogy mennyire helyes volt a vasvári béke. Sok főúr és egyházi méltóság, mint Wesselényi Ferenc (kényszerből) tudomásul vette mindezt.
A nádor és az új horvát bán Zrínyi Péter, s az országbíró Nádasdy Ferenc szövetséget kötött egymással, így Zrínyi Miklós szervezkedése a Wesselényi-összeesküvéssel folytatódott tovább. Mikor Wesselényi meghalt, Zrínyi Péter már ténylegesen is a szervezkedés fő vezetője lett. Frangepán Ferenc Kristóffal úgy tervezték, hogy mégis igénybe veszik a török segítségét. 1669-ben már Rákóczi Ferencet is rávették a csatlakozásra, de 1668-ban úgy döntöttek, hogy a Porta támogatása nélkül megkezdik az osztrákok elleni felkelést.

### A szervezkedés leleplezése és megtorlása

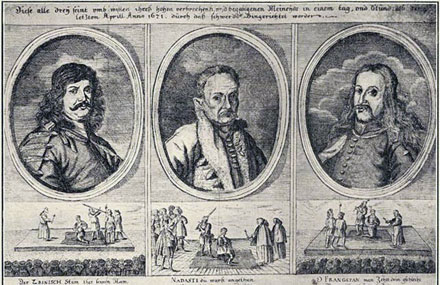
A három fő halálra ítélt 1671-ben. Balról jobbra Zrínyi Péter, Nádasdy Ferenc és Frangepán Kristóf

1670 januárjában az összeesküvők jelezték a szultánnak, hogy készek meghódolni és a Királyi Magyarországot Erdélyhez hasonló státusú vazallus államként alávetni, évi 60 000 tallér adó fejében. Ezt a felajánlást a török vezetés elutasította. Ámbár korábban Ahmed nagyvezír biztatta a felkelést, hogy ezáltal elérje Magyarország meghódolását, így beszüntette a határmenti harcokat. A szervezkedés nagyon szükkörű volt, a személyes ambíciók is terhelték, mert Nádasdy a nádori címre pályázott. Vitnyédi javaslatot tett a franciákkal való szövetségre, amit sokáig napirenden tartottak, de a spanyol örökség feletti Habsburg–francia titkos megállapodás után ennek lehetősége is elszállt. A szomszédos országokkal, még az osztrákokkal is igyekeztek kapcsolatokat kiépíteni, ám az Oratio elmélkedésre c. röpirat sem tudott széles rétegeket megnyerni. Mindennek ellenére felkelést hirdettek Horvátországban Zrínyiék, de Zrínyi és Fragepán április közepén érthetetlen módon Bécsbe távoztak, hogy tisztázhassák magukat. Azonban börtönbe vetették őket családjukkal együtt, s az összeesküvést leleplezték.
Zrínyit és Frangepánt felségárulás miatt fej- és jószágvesztésre ítélték. Pereket indítottak további főurak ellen, akik közül néhányra nem is volt igaz a vád, hogy részt vettek volna a szervezkedésben. Az Udvar a gazdag nemesekre akasztott, vagyonelkobzással járó felségárulási perekkel akarta megtölteni mindig üresen tátongó kincstárát, amely a költséges szórakozásokon és a rosszul működő államgépezeten állandóan kiürült. Önkényesen felelevenítették a protestánsok elleni intézkedéseket, hogy egy csapásra kiirthassák az „eretnekséget” és az egyház vagyonát is megszerezhessék. A nemesség és az ország jogainak megnyirbálásával a Magyar Királyságot teljesen a Habsburg hatalom alá akarták vetni, akárcsak a tizenöt éves háború idején.
Az udvar intézkedésein megint felháborodott a kontinens, a protestánsok elleni véres intézkedéseket a „század szégyené”-nek nevezték.
A végvári katonaság helyett vagy 10 ezer fizetetlen zsoldost hoztak be, akik az ország kizsigerelésébe fogtak. A kegyetlenkedésekben élen járt Johann Caspar von Ampringen a Német Lovagrend nagymestere, akit gubernátorrá (kormányzóvá) nevezett ki a császár.
Megszaporodtak a szökések és a bujdosások, akiknek Erdély menedéket igen, de segítséget már nem tudott adni; mások a Török Birodalomba vették útjukat. A bujdosók Északkelet-Magyarországon, s az erdélyi határon gyűltek össze. Gyakran betörtek a Királyi Magyarországra, de akcióik nem jártak sikerrel. Végül Thököly Imre állt a szervezkedők élére aki erdélyi, lengyel és francia segítséggel kezdte megszervezni soraikat és erős hadseregbe tömörítette őket. Sajnos a török szultán mellett kötelezte el magát és seregeit és soraikat sok esetben török és tatár segédhadak egészítették ki, akik a hadjáratok során pusztították az országot. Thököly 1682-ben az elfoglalt országrészben kikiáltotta a Felső-magyarországi Fejedelemséget, amivel az ország már négy részre szakadt.